# 飯田橋駅
飯田橋駅（いいだばしえき）は、東京都千代田区・新宿区・文京区にある、東日本旅客鉄道（JR東日本）・東京地下鉄（東京メトロ）・東京都交通局（都営地下鉄）の駅である。

## 乗り入れ路線
JR東日本、東京メトロおよび都営地下鉄の計3社局が乗り入れ、接続駅となっている。また東京メトロの東西線と有楽町線、東西線と南北線が交差する唯一の駅でもある。
JR東日本の駅に乗り入れている路線は、線路名称上は中央本線であるが、当駅には緩行線を走る中央・総武線各駅停車のみが停車する。また、特定都区市内制度における「東京都区内」および「東京山手線内」に属しており、各路線ごとに駅番号が付与されている。
- JR東日本
  -  中央・総武線（各駅停車） - 駅番号「JB 16」

地下鉄路線は、東西線と有楽町線、南北線および大江戸線の4路線が乗り入れており、各路線ごとに駅番号が付与されている。
- 東京メトロ
  -  東西線 - 駅番号「T 06」
  -  有楽町線 - 駅番号「Y 13」
  -  南北線 - 駅番号「N 10」
- 都営地下鉄
  -  大江戸線 - 駅番号「E 06」

## 歴史
当駅は、1928年に中央本線の複々線化に伴い、従来設置していた牛込駅（うしごめえき）と飯田町駅の近距離電車ホームを分離し、これらを統合する形で開業した経緯がある。

### 年表
- 1894年（明治27年）10月9日：甲武鉄道新宿 - 牛込間開通と同時に牛込駅開業[1]。
- 1895年（明治28年）4月3日：飯田町 - 牛込間開通[1]。
- 1904年（明治37年）8月21日：飯田町 - 中野間で電車の運行開始[1]。
- 1906年（明治39年）10月1日：甲武鉄道の国有化により、牛込駅と飯田町駅は官設鉄道の駅となる[2]。
- 1909年（明治42年）10月12日：線路名称制定により中央東線（1911年から中央本線）の所属となる[2]。
- 1928年（昭和3年）11月15日：関東大震災復興により、貨客分離を目的とした複々線化工事が新宿 - 飯田町間で完成。これにより駅間が近い牛込駅と電車線の飯田町駅を統合し、両駅ホームの中間[注釈 1]にホームを新設し[注釈 2]、飯田橋駅が開業[3]。当初は旅客営業のみだった。
- 1949年（昭和24年）6月1日：日本国有鉄道発足[4]。
- 1960年（昭和35年）5月1日：荷物扱い廃止[5]。
- 1964年（昭和39年）12月23日：帝都高速度交通営団（営団地下鉄）東西線の駅が開業[6]。
- 1968年（昭和43年）1月15日：佐世保エンタープライズ寄港阻止闘争に参加するため飯田橋駅に向かった中核派の学生200人らからなるデモ隊と警視庁機動隊が、駅前で衝突（飯田橋事件）。
この後も、学生運動は「都電廃止反対」のスローガンを掲げて都電を占拠する行動に及んだ影響もあって、この年9月29日に廃止になった都電江戸川線（15・39系統）の運転最終日には、お別れ装飾電車の運転及びセレモニーが断念された[7]。
- 1974年（昭和49年）10月30日：営団地下鉄有楽町線の駅が開業[8]。
- 1987年（昭和62年）4月1日：国鉄分割民営化により、中央本線の駅は東日本旅客鉄道（JR東日本）の駅となる[9]。
- 1990年（平成2年）12月15日：JR東日本の西口に自動改札機を設置[10]。
- 1991年（平成3年）3月：東西線駅改良工事に着手[11]。
- 1992年（平成4年）12月10日：JR東日本の東口に自動改札機を設置[12]。
- 1996年（平成8年）3月26日：営団地下鉄南北線の駅が開業[13][14][新聞 1]。
- 1997年（平成9年）3月：東西線駅改良工事が終了[11]。総工費約57億3,000万円[11]。
- 2000年（平成12年）12月12日：都営地下鉄大江戸線の駅が開業[15]。
- 2001年（平成13年）11月18日：JR東日本でICカード「Suica」の利用が可能となる[報道 1]。
- 2004年（平成16年）4月1日：帝都高速度交通営団（営団地下鉄）民営化に伴い、東西線・有楽町線・南北線の駅は東京地下鉄（東京メトロ）に継承される[報道 2]。
- 2007年（平成19年）3月18日：東京メトロ・東京都交通局でICカード「PASMO」の利用が可能となる[報道 3]。
- 2011年（平成23年）9月17日：地下鉄有楽町線ホームにてホームドアの使用を開始[報道 4]。同時に発車メロディを導入。
- 2012年（平成24年）8月11日：都営地下鉄大江戸線ホーム設置のホームドアの使用を開始。
- 2015年（平成27年）
  - 3月13日：南北線ホームの発車メロディを変更[報道 5]。
  - 3月29日：南北線駅構内に東京メトロお忘れ物総合取扱所を開設（日比谷線上野駅構内からの移転）。
  - 5月27日：東西線ホームに発車メロディを導入[報道 6]。
- 2016年（平成28年）8月7日：JR東日本の駅改良工事の開始に伴い、西口駅舎が仮駅舎化[16]。
- 2018年（平成30年）11月24日：東西線ホームのホームドア稼働開始。
- 2020年（令和2年）
  - 7月12日：新西口駅舎が供用開始[報道 7][新聞 2]。中央・総武線（各駅停車）のホームが西側に約200 m移設[報道 7][新聞 2]。
  - 8月25日：JR東日本の新西口駅舎開業に伴い、エキナカ商業空間「エキュートエディション飯田橋」が部分開業[報道 8][報道 9]。
- 2021年（令和3年）
  - 3月18日：JR東日本の駅に駅ナカシェアオフィス「STATION WORK」のブース型「STATION BOOTH」が開業[17][報道 10]。
  - 4月1日：JR東日本の駅が業務委託化[18]。
  - 7月21日：JR東日本の駅で史跡眺望テラスを供用開始[報道 11]。エキナカ商業空間「エキュートエディション飯田橋」がグランドオープン[報道 12]。
- 2022年（令和4年）6月5日：JR東日本でスマートホームドアの使用を開始。

## 駅構造
当駅は所在地を3区に有する珍しい駅である。具体的に、JR東日本と東京メトロ東西線が千代田区、東京メトロ有楽町線と東京メトロ南北線が新宿区（同区最東端でもある）、都営地下鉄が文京区に所在する。

### JR東日本
JR東日本ステーションサービスが駅業務を受託している業務委託駅。水道橋駅の被管理駅。
島式ホーム1面2線を有する高架駅。駅舎は東西に出口がある。地形が傾斜しているため、東口側は高架駅舎のようになっているが、西口側は橋上駅舎となっている。江戸城外堀跡の史跡区域に入る西口駅舎は、景観に与える影響を考え「日本建築の反りをモチーフとした佇まい」として建築されており、2階には商業施設の他に「史跡眺望デッキ」も設けられている。
牛込駅と飯田町駅の統合時に設置されたホームは、曲線半径300 mの急カーブに位置（写真も参照）しており、電車が停車した際に隙間が最大約33 cm、高低差が最大20 cm生まれ、年間で平均10件ほどの転落事故が起きていた。このため、2014年7月2日にJR東日本は抜本的な対策として、ホームを牛込橋を中心とした新宿方の直線区間へ約200 m移設してホームと車両の隙間を解消させるとともに、西口駅舎の建て替えと駅前広場の整備を実施することを発表した。新しく建設するホームにあたる位置には最大で33.3 ‰という勾配があり、建設する際に障害となったため、勾配を緩やかにする工事（上下線合わせて57回に分けて行う軌道低下工事と38回のホーム低下工事）を実施し、18.5 ‰に緩和した上で建設された。また、新ホームの一部が江戸城外堀跡の史跡区域に入っているため、埋蔵文化財の有無や正確な位置をボーリング調査などで把握したうえで工事を行うなど、地中遺構へ出来る限りの配慮を行った上で建設されている。なお、新駅舎や新ホームの供用に伴い、移設前のホームは東口への連絡通路として活用されている。移設前のホームのうち水道橋寄りの閉鎖された部分はほぼ原形通りのままで、連絡通路からも見ることができる。駅名標・広告は撤去されているが、ホーム部分の照明や閉鎖区域につながる階段・下りエスカレーターは撤去されていない。
改良工事により、西口の駅舎はホーム階、改札階、店舗階の3層構造になり、改札からホームへのアプローチが従前の緩い勾配の通路から、直接的に階段、エスカレーター、エレベーターで階を降りる形になった。
なお、この工事にあたって令和3年度の土木学会技術賞を受賞している。

#### のりば
| 番線 | 路線                     | 方向 | 行先                       |
| ---- | ------------------------ | ---- | -------------------------- |
| 1    | 中央・総武線（各駅停車） | 東行 | 御茶ノ水・秋葉原・千葉方面 |
| 2    | 中央・総武線（各駅停車） | 西行 | 四ツ谷・新宿・三鷹方面     |

（出典：JR東日本:駅構内図）
- 移設前は市ケ谷方の直線上に引上線があり、千葉方面への折返しに使われた。移設後のホームの大部分は引上線のあったスペースを利用している。

- 2020年3月14日のダイヤ改正以降、早朝・深夜に設定されていた東京駅発着の各駅停車が消滅した[報道 14]。

東口駅舎・旧西口駅舎
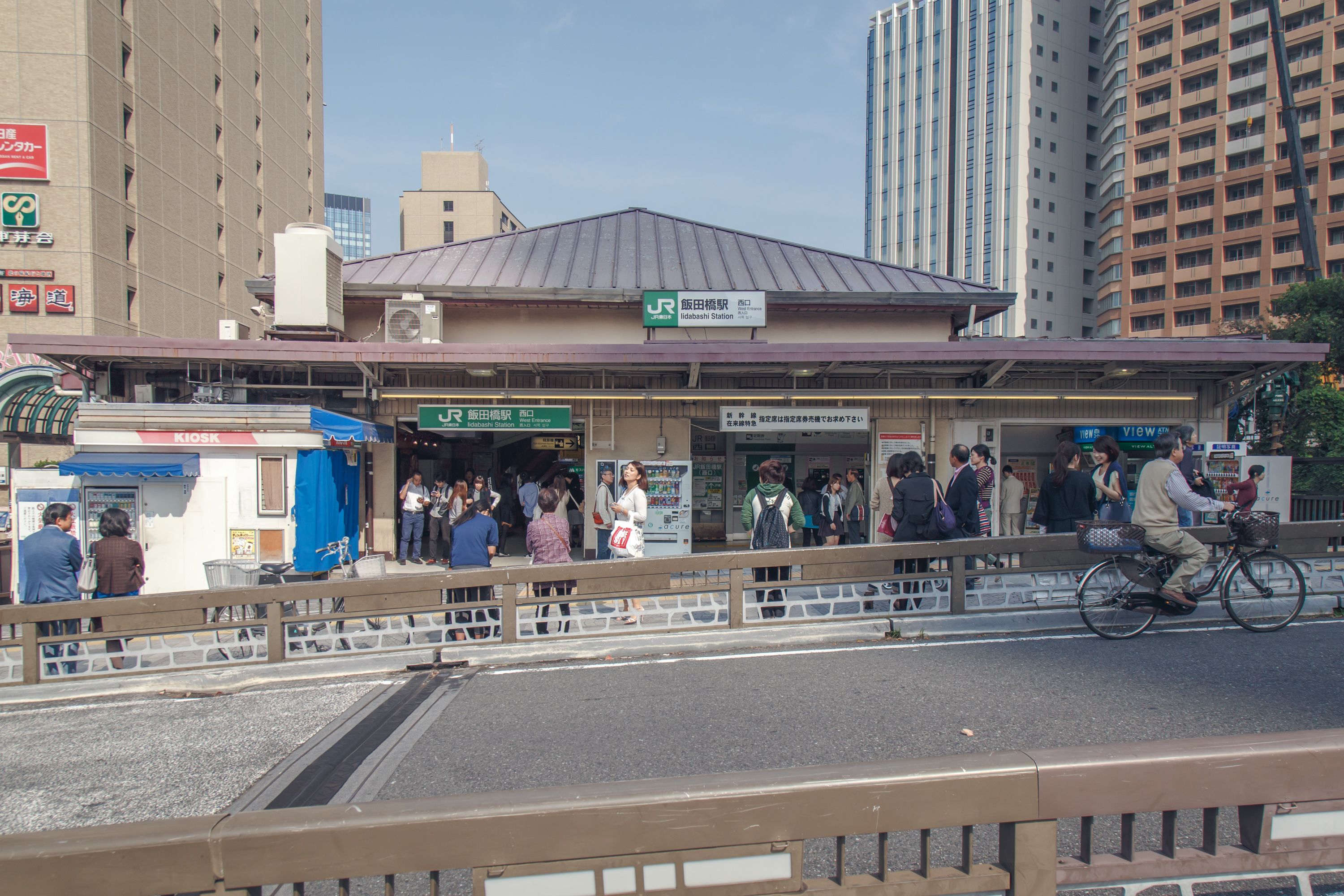
西口旧駅舎（2015年10月）
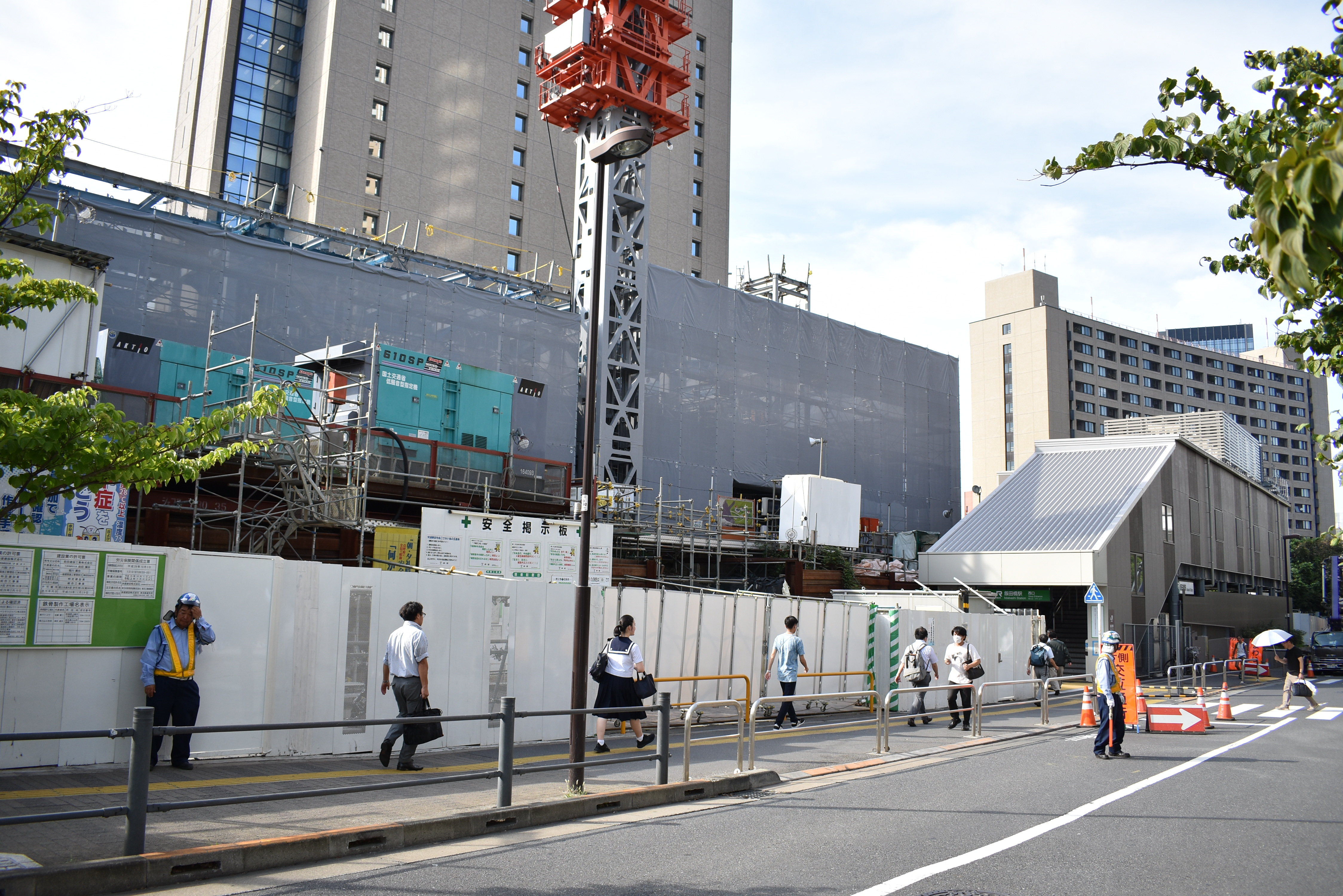
西口仮駅舎（2019年8月）
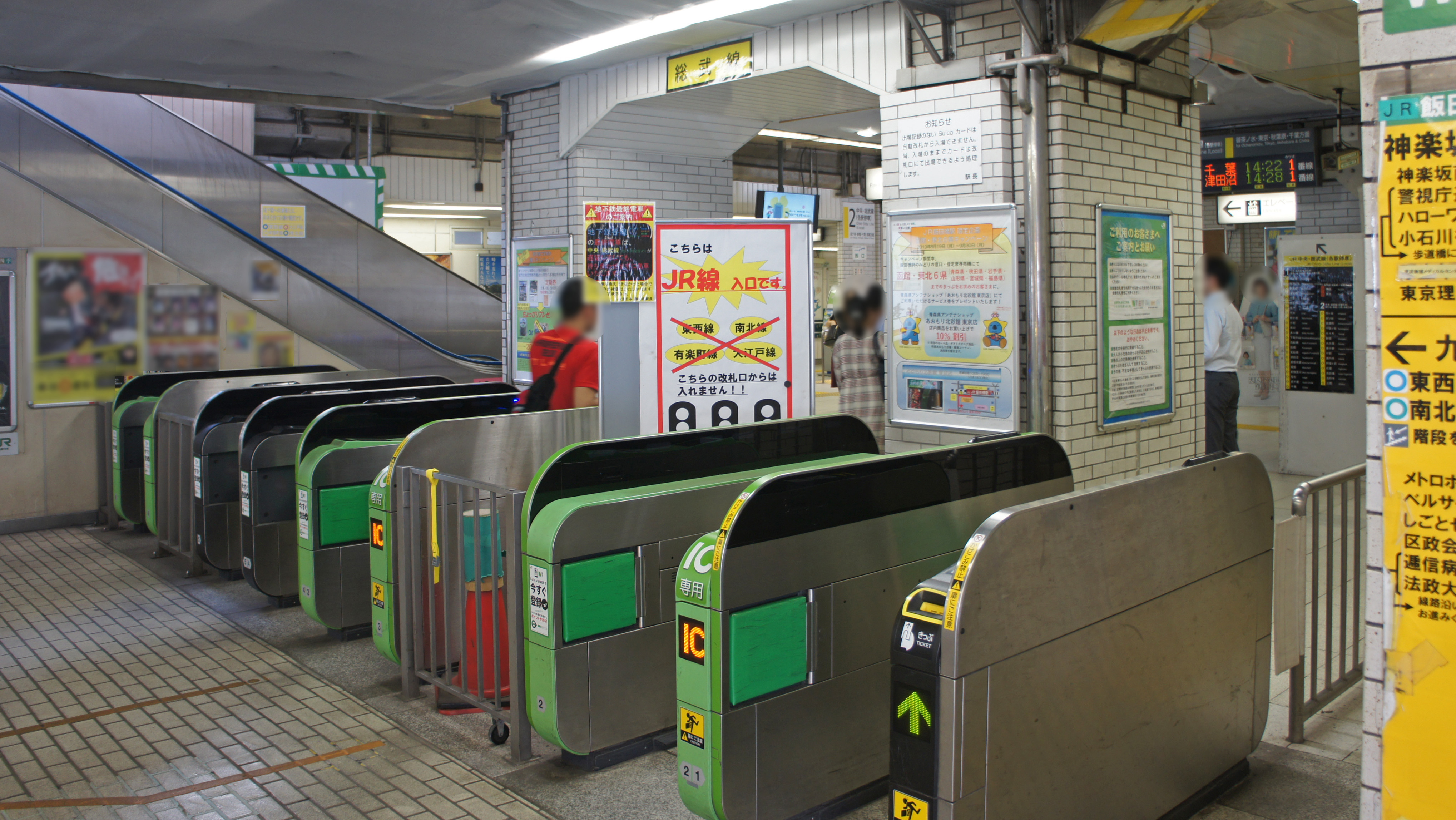
東口改札（2019年9月）
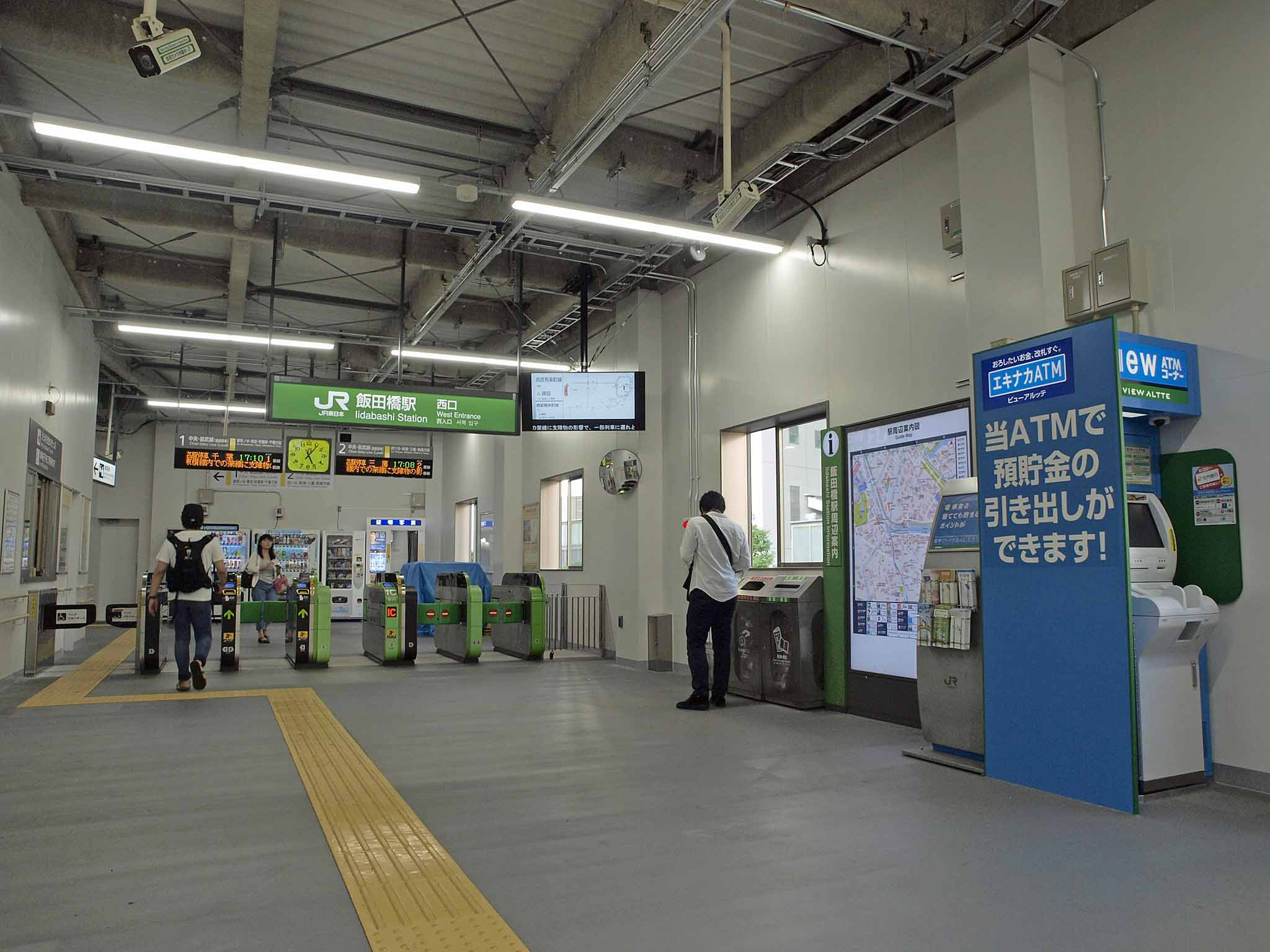
西口仮駅舎コンコース（2016年8月）
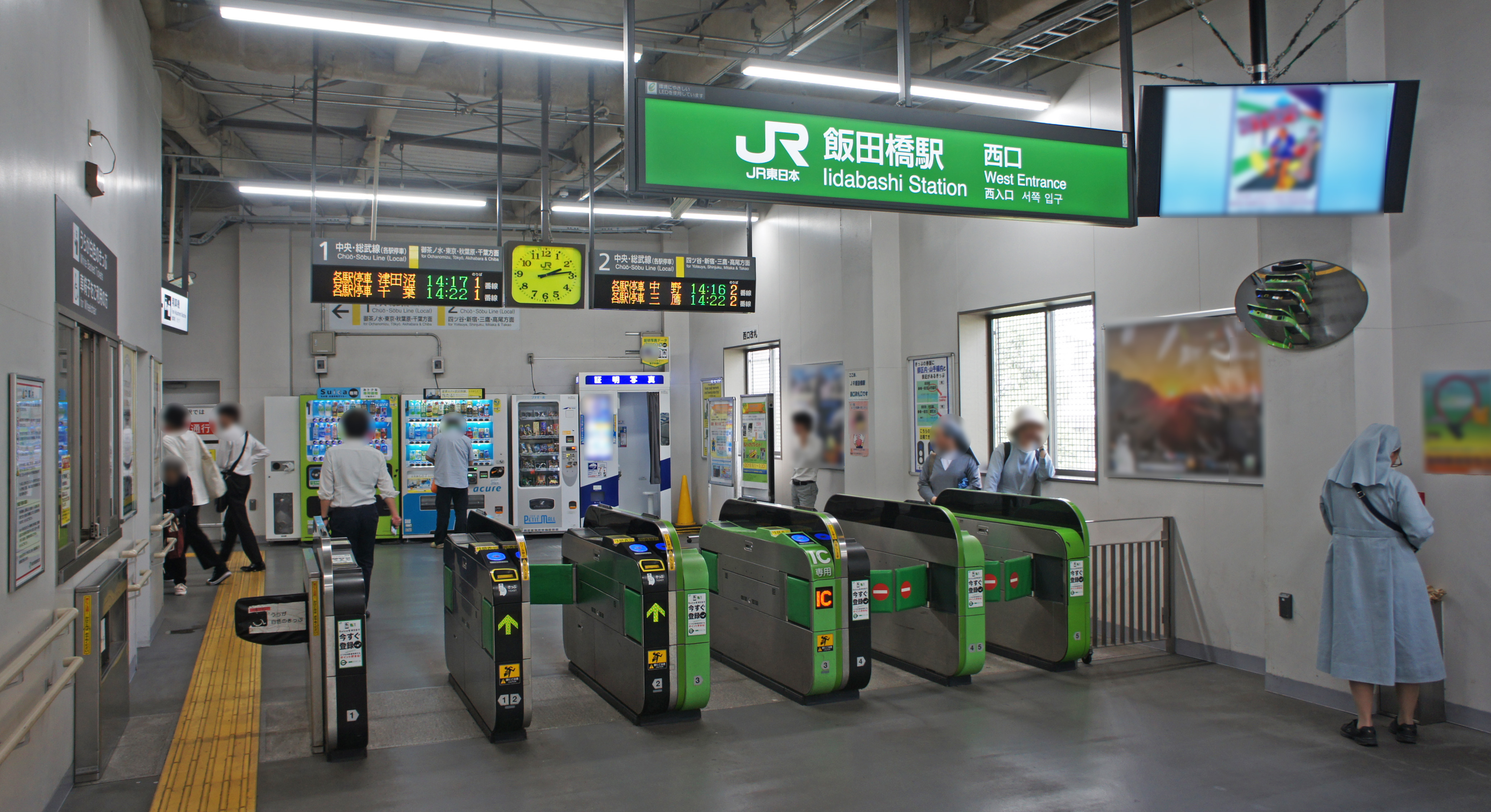
仮西口改札（2019年9月）
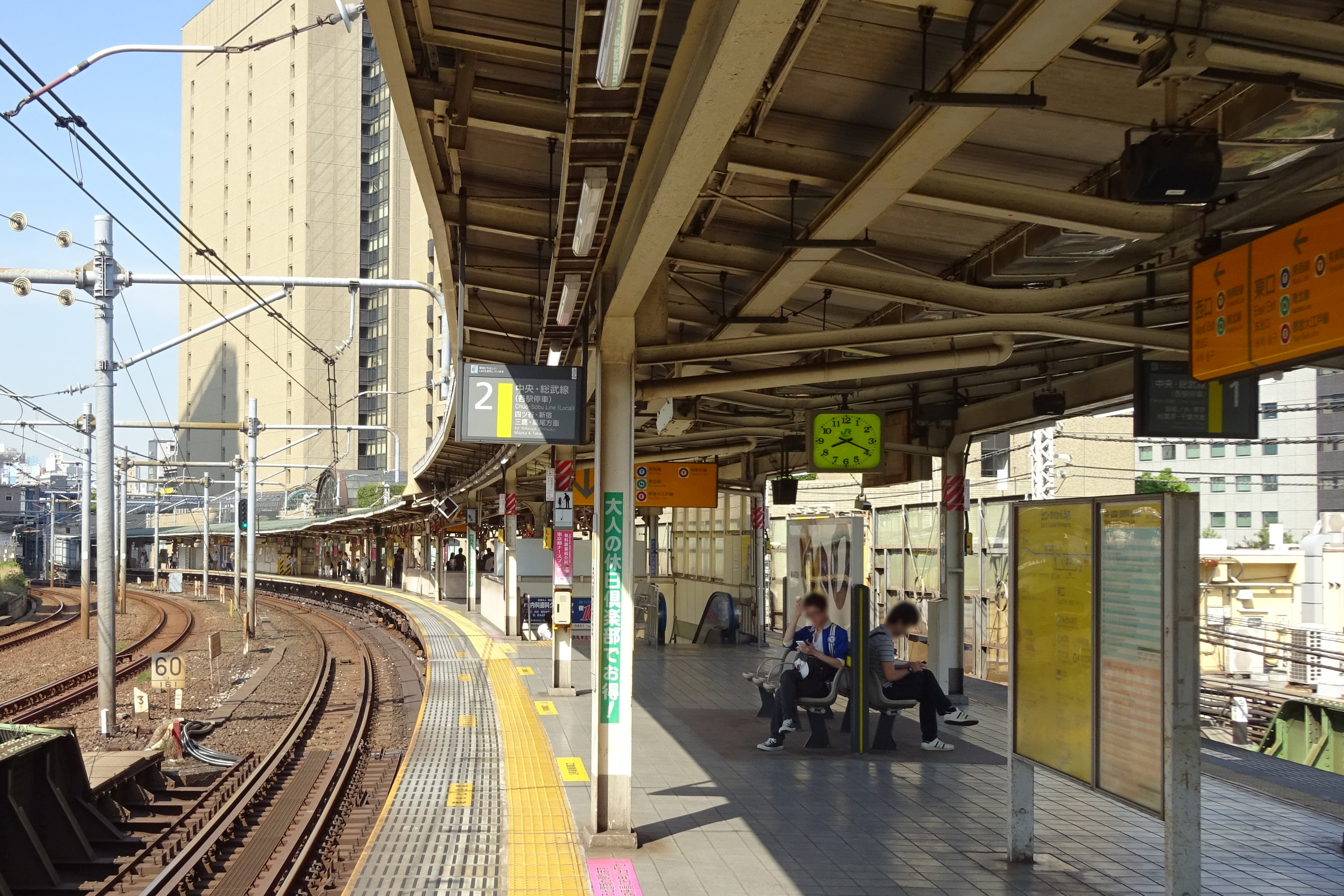
大きく湾曲している移設前のホーム（2016年6月）

西口駅舎
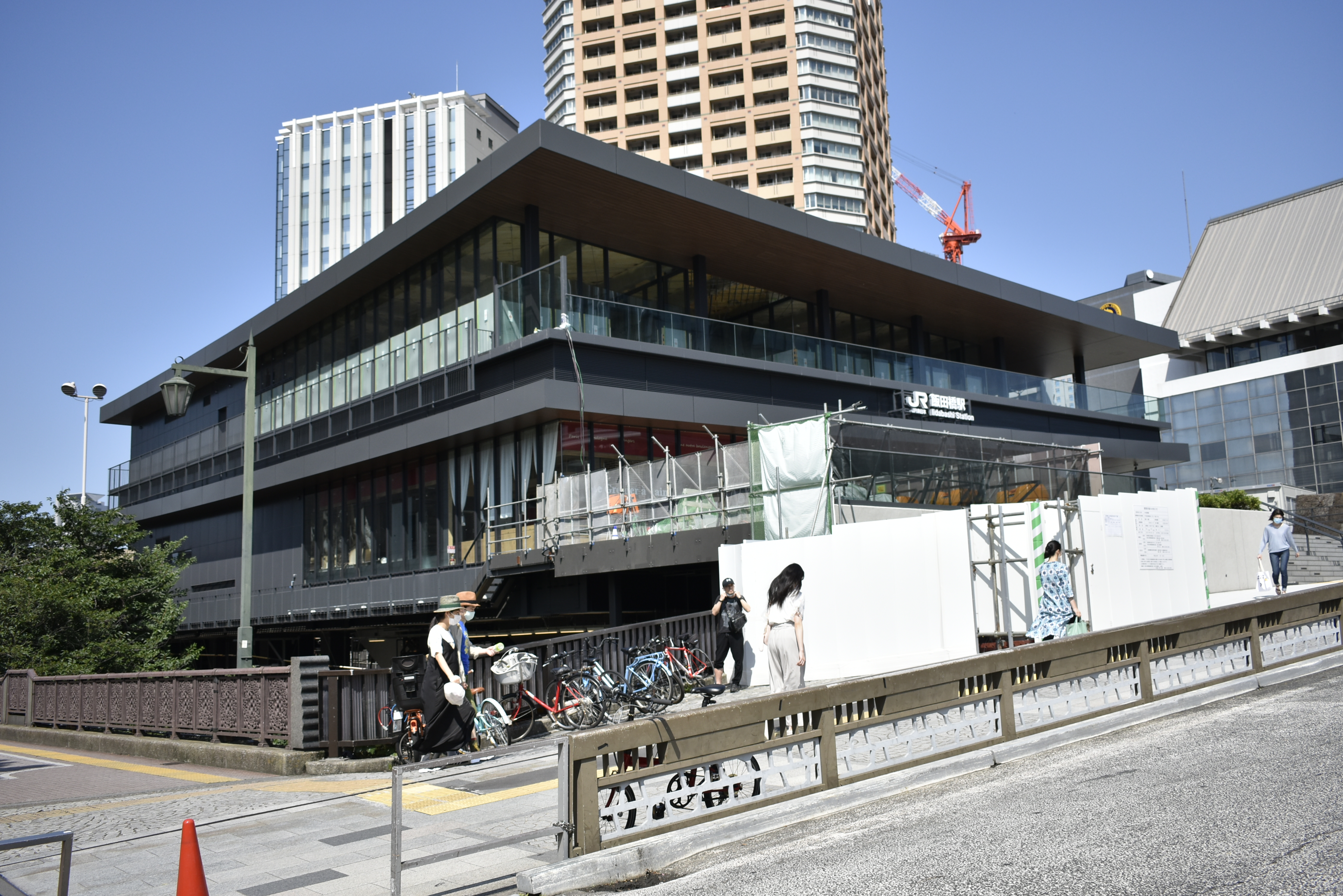
駅舎外観
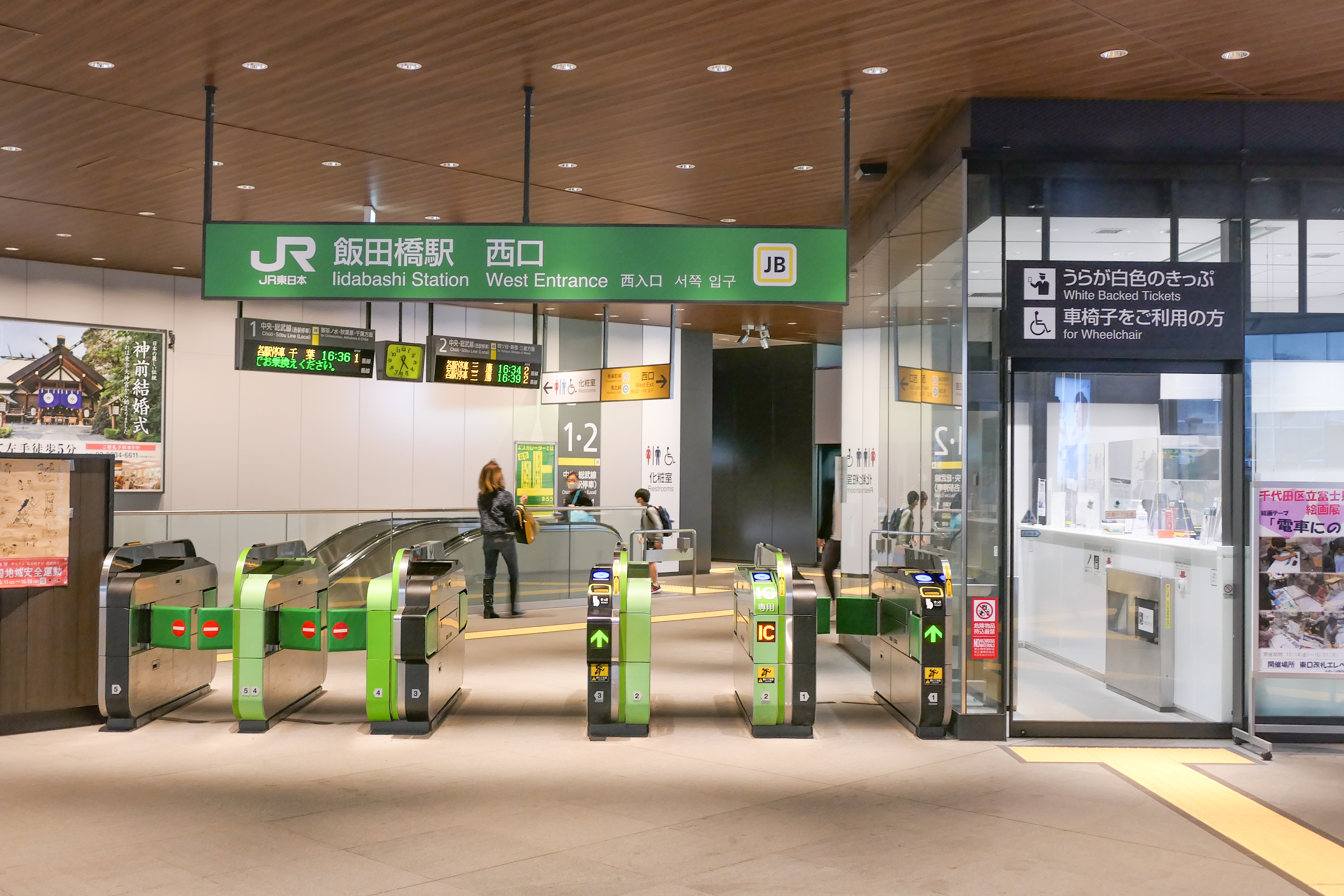
西口改札
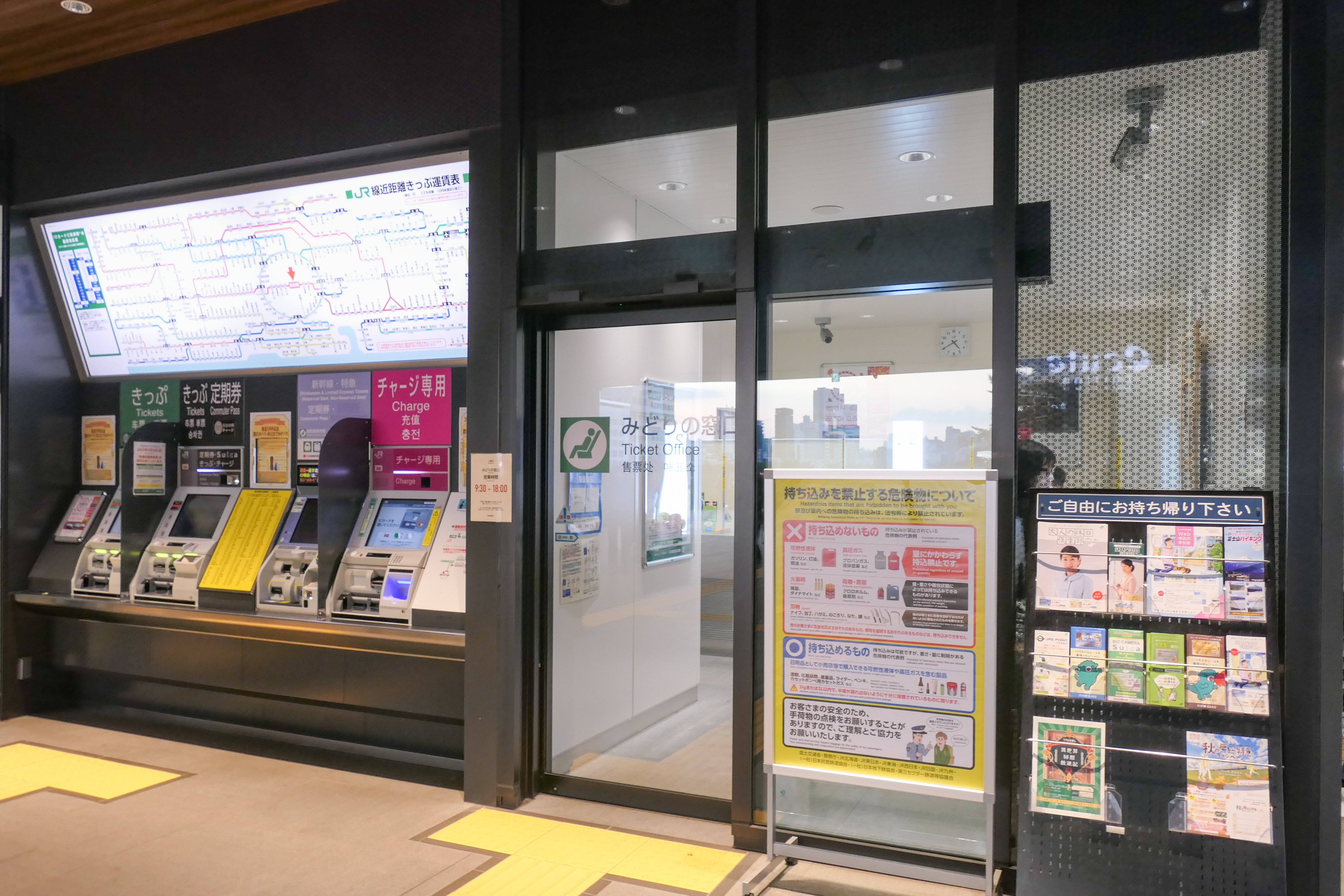
切符券売機とみどりの窓口
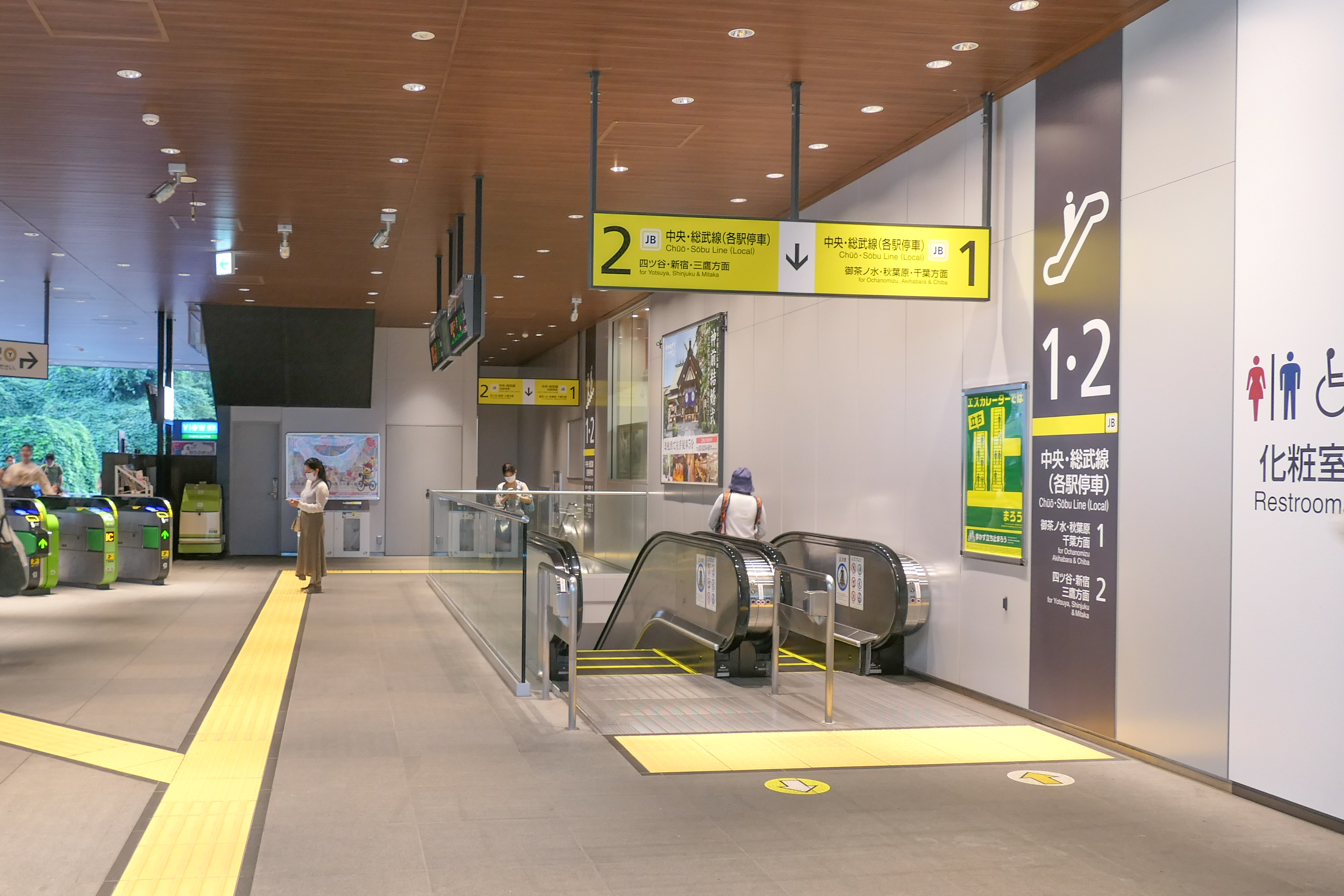
コンコース
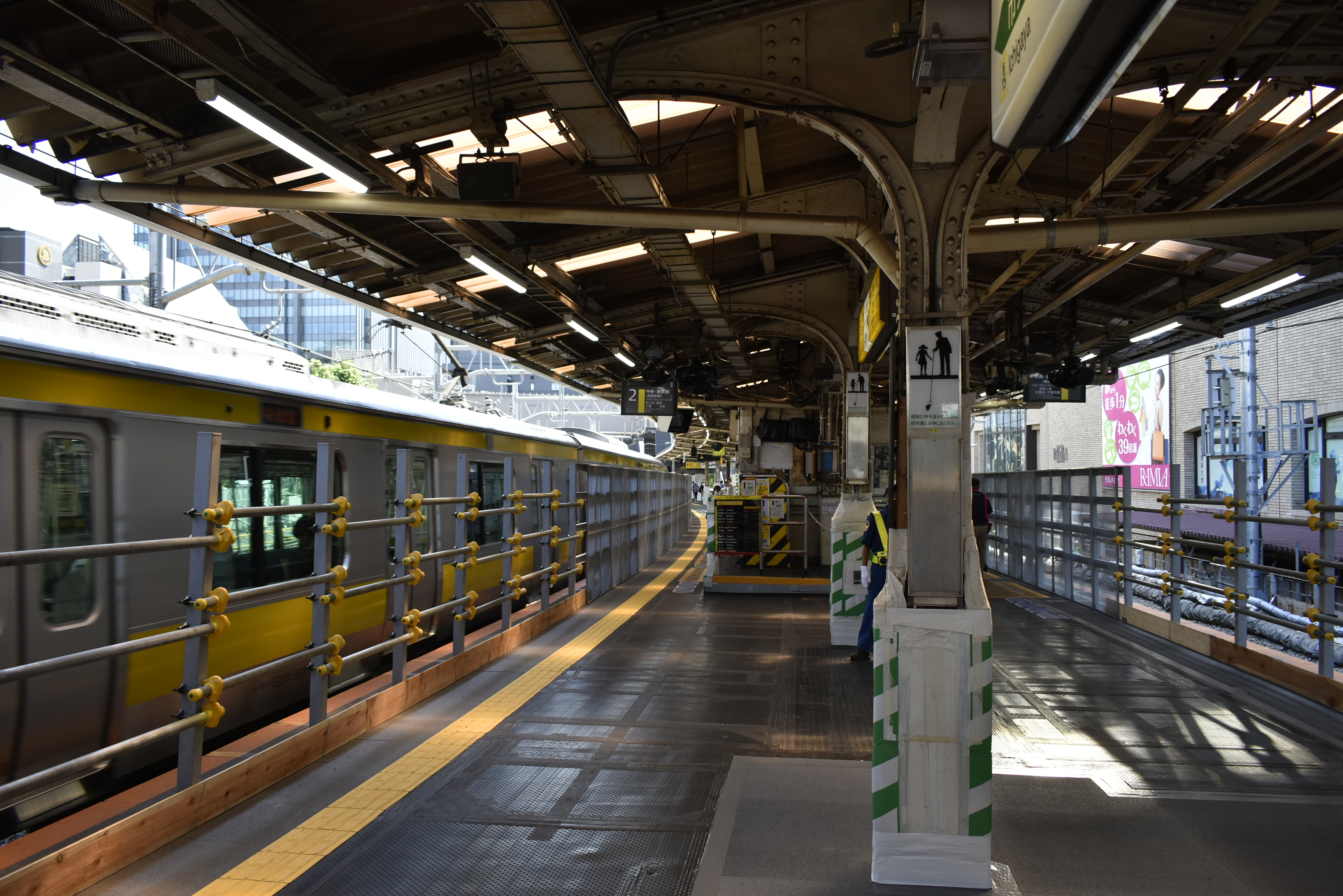
東口への連絡通路
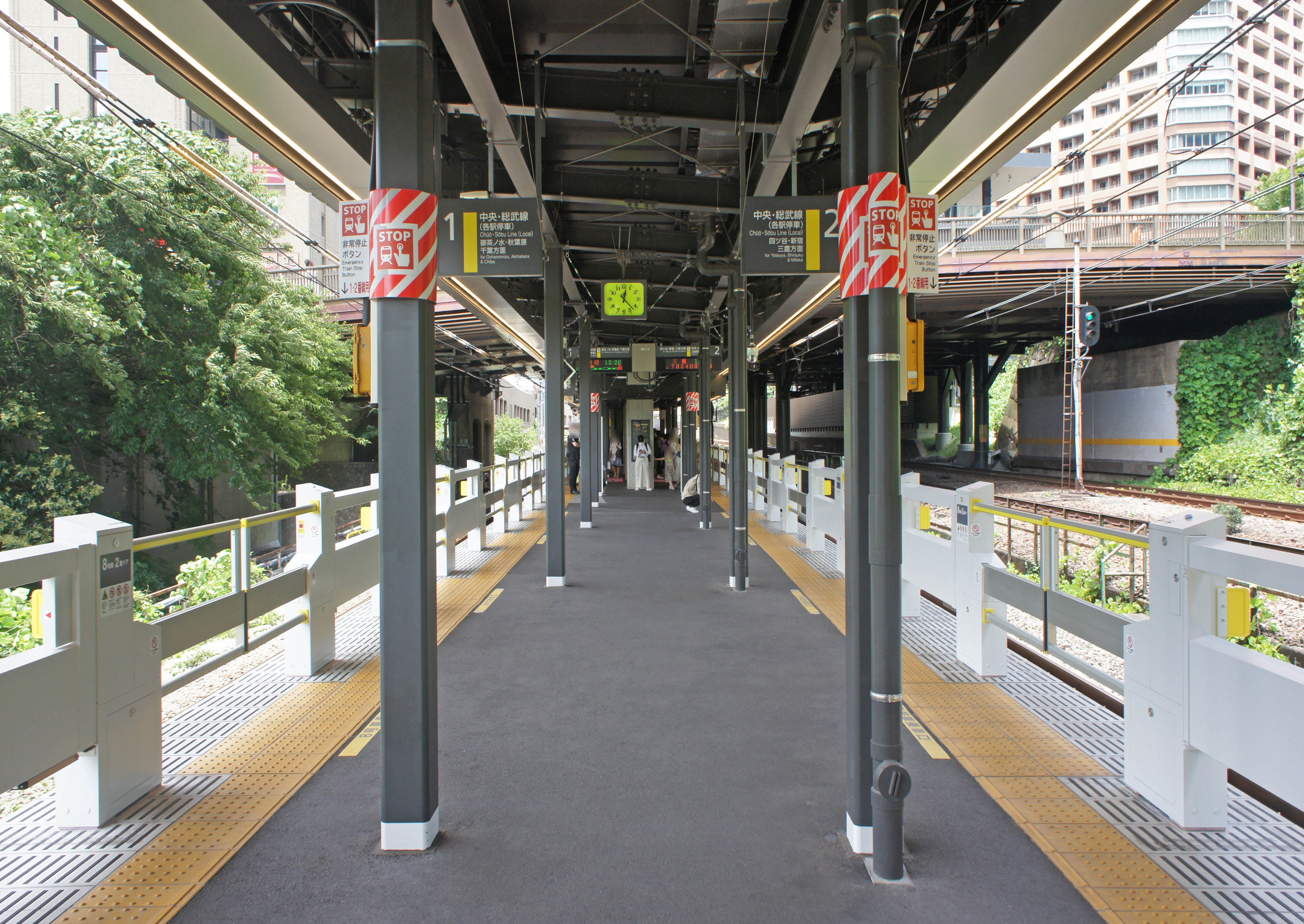
移設後のホーム

### 東京メトロ
東西線は中柱のある相対式ホーム2面2線、有楽町線と南北線はともに島式ホーム1面2線を有する地下駅である。有楽町線・南北線のホームは新宿区最東端となっている。
東西線のホームは目白通り、有楽町線と南北線のホームは外堀通り、それぞれの地下に設置されており、JRの駅を挟んで徒歩5分程の距離がある。そのため、東西線と有楽町線・南北線は改札が別になっている。JRとのホームまでの距離は、東西線・有楽町線・南北線のいずれも比較的近かったが、2020年のJRのホーム移転により、東西線だけが接続する他の全路線から遠くなってしまった（これは同じ東西線の駅では、大手町駅にも該当する）。
また東西線の駅は1991年から1997年にかけて駅改良工事により、中野方約105 mにわたってホーム幅を3.8 mから7.5 mとする拡幅が行われ、拡幅部の上部にコンコースを増設し、ホーム中ほどにも階段を新設して混雑緩和を図った。南北線開業時、エレベーター専用出入口の1箇所以外の出入口新設は行わず、既存の出入口を活用することで建設費用の低減を図った。
駅務管区所在駅であり、飯田橋駅務管区として飯田橋地域、九段下地域、高田馬場地域を管理する。過去には東西線と有楽町線に飯田橋検車区が設置され、廃止後も留置線として用いられている。東西線当駅の南側には飯田橋変電所（地上3階建て）があり、西船橋寄りから変電所への連絡地下通路が設けられている。
有料座席指定列車「S-TRAIN」は平日ダイヤのみ有楽町線に乗り入れ、当駅にも停車する。なお、当駅から東京メトロ線内のみの乗車はできない（乗車専用の石神井公園駅で乗車し、当駅で下車するのは可）。

#### のりば
| 番線                              | 路線     | 行先                           |
| --------------------------------- | -------- | ------------------------------ |
| 東西線ホーム（地下2階）           |          |                                |
| 1                                 | 東西線   | 西船橋・津田沼・東葉勝田台方面 |
| 2                                 | 東西線   | 中野・三鷹方面                 |
| 有楽町線・南北線ホーム（地下3階） |          |                                |
| 3                                 | 有楽町線 | 新木場方面                     |
| 4                                 | 有楽町線 | 和光市・森林公園・飯能方面     |
| 5                                 | 南北線   | 赤羽岩淵・浦和美園方面         |
| 6                                 | 南北線   | 目黒・日吉方面                 |

（出典：東京メトロ:構内図）

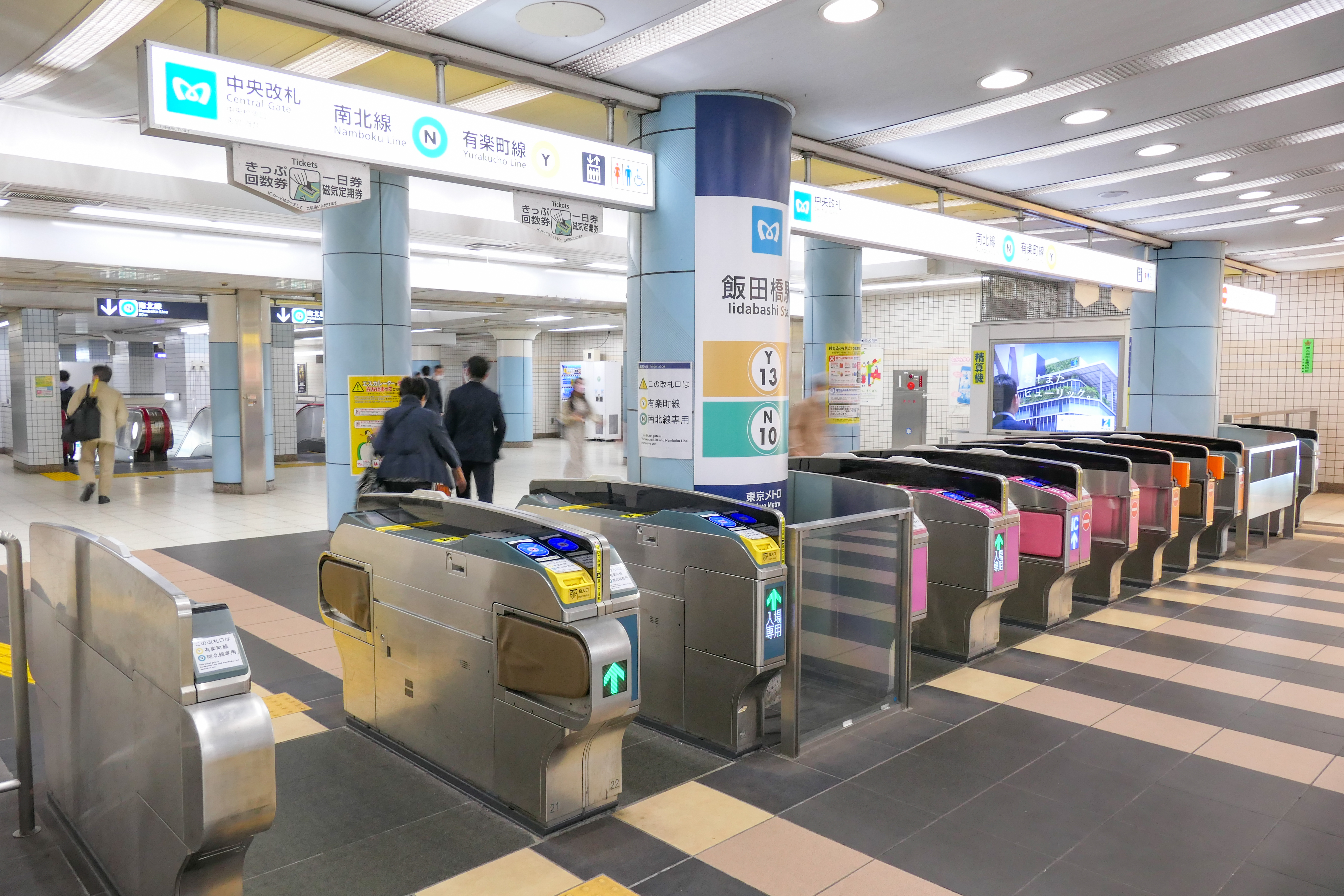
中央改札（2022年5月）
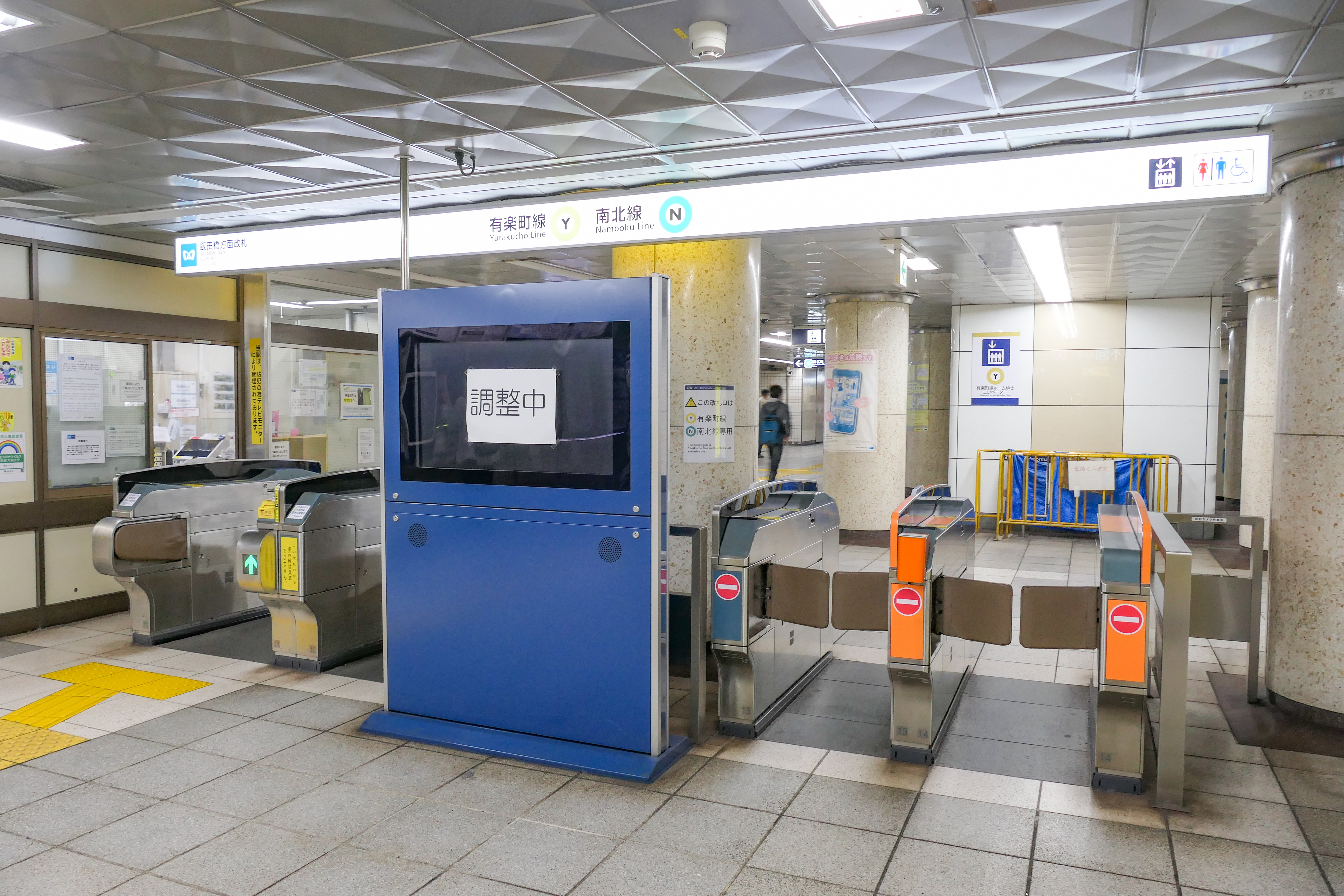
飯田橋方面改札（2022年5月）
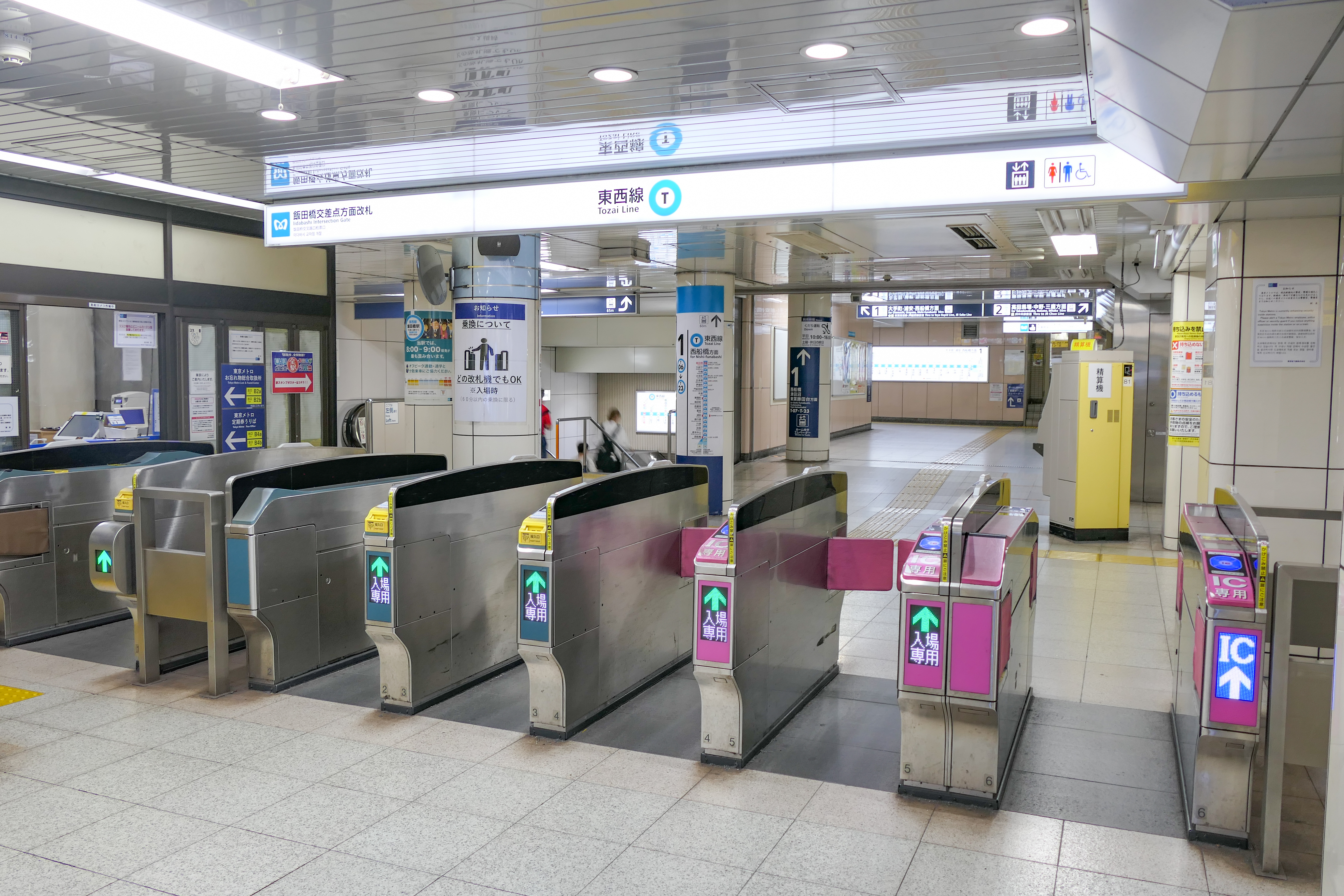
飯田橋交差点方面改札（2022年5月）
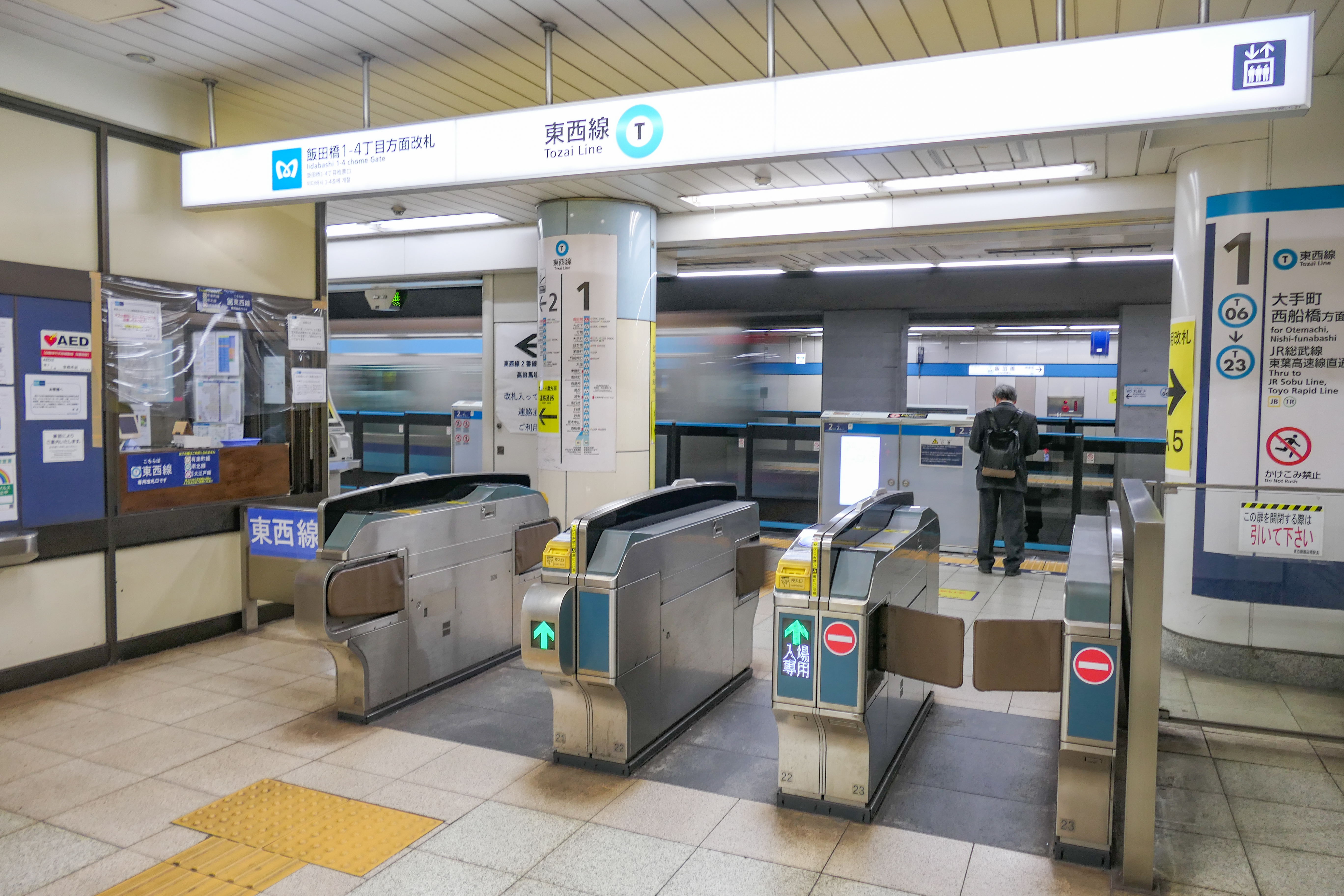
飯田橋1-4丁目方面改札（2022年5月）
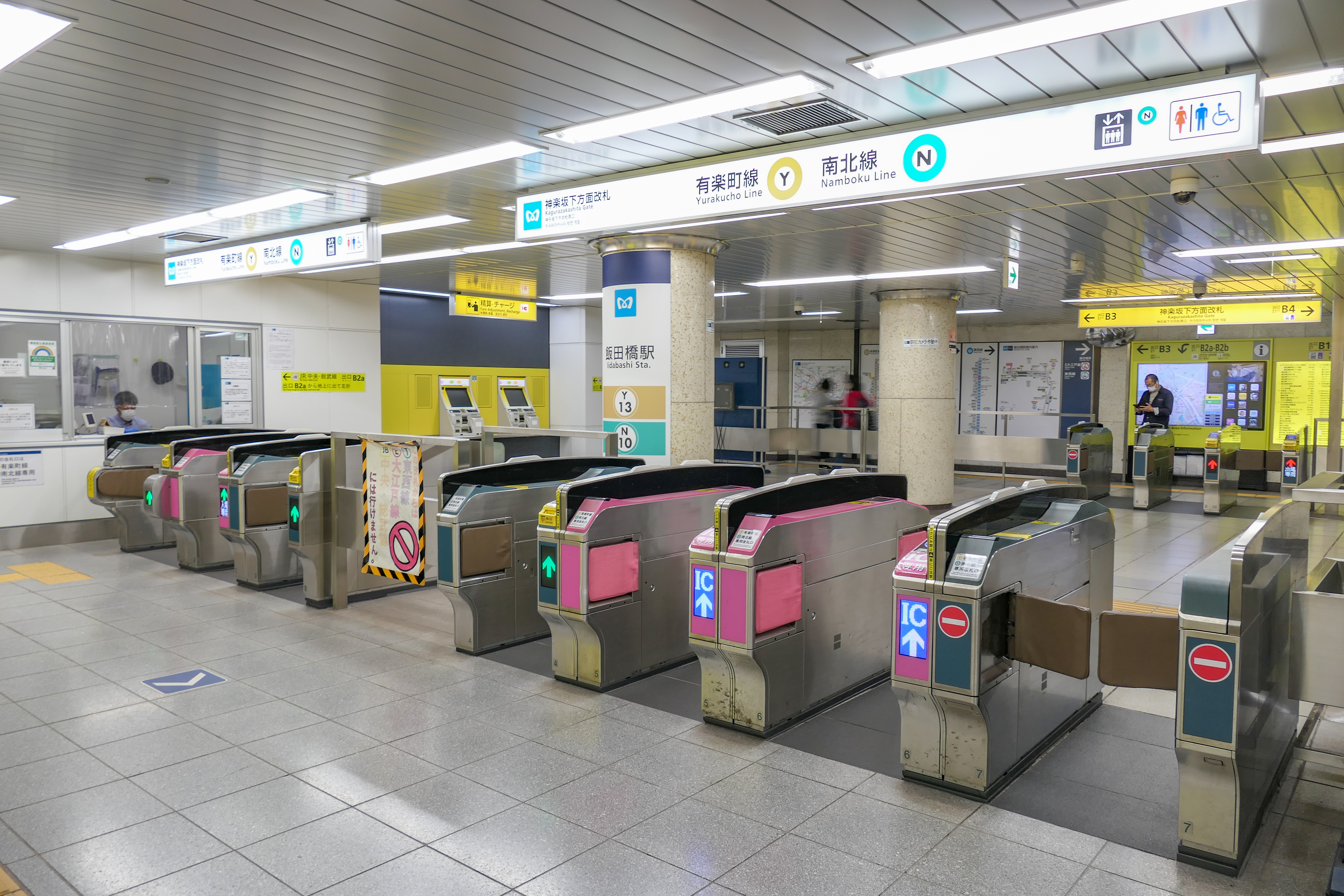
神楽坂下方面改札（2022年10月）
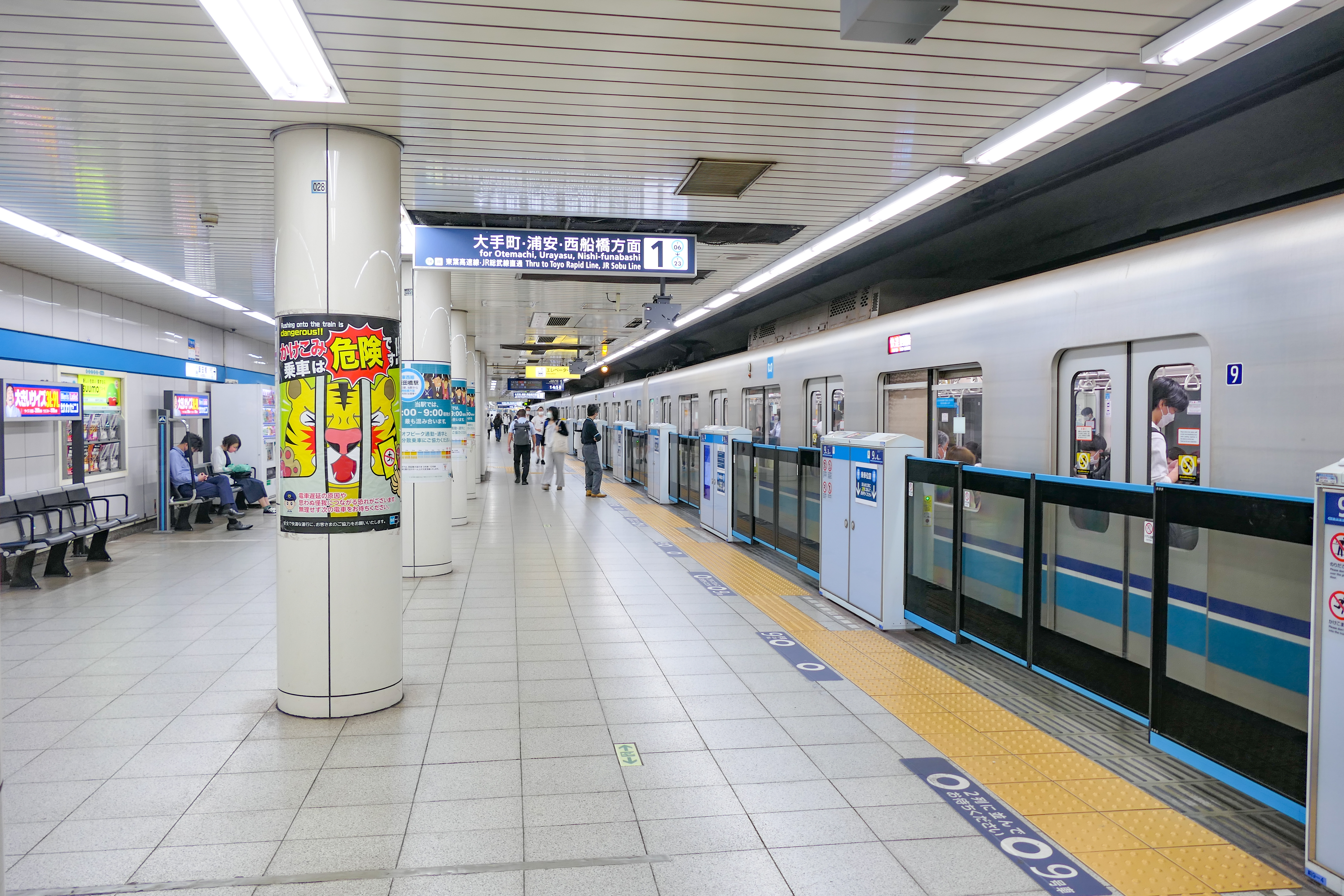
東西線1番線ホーム（2022年5月）
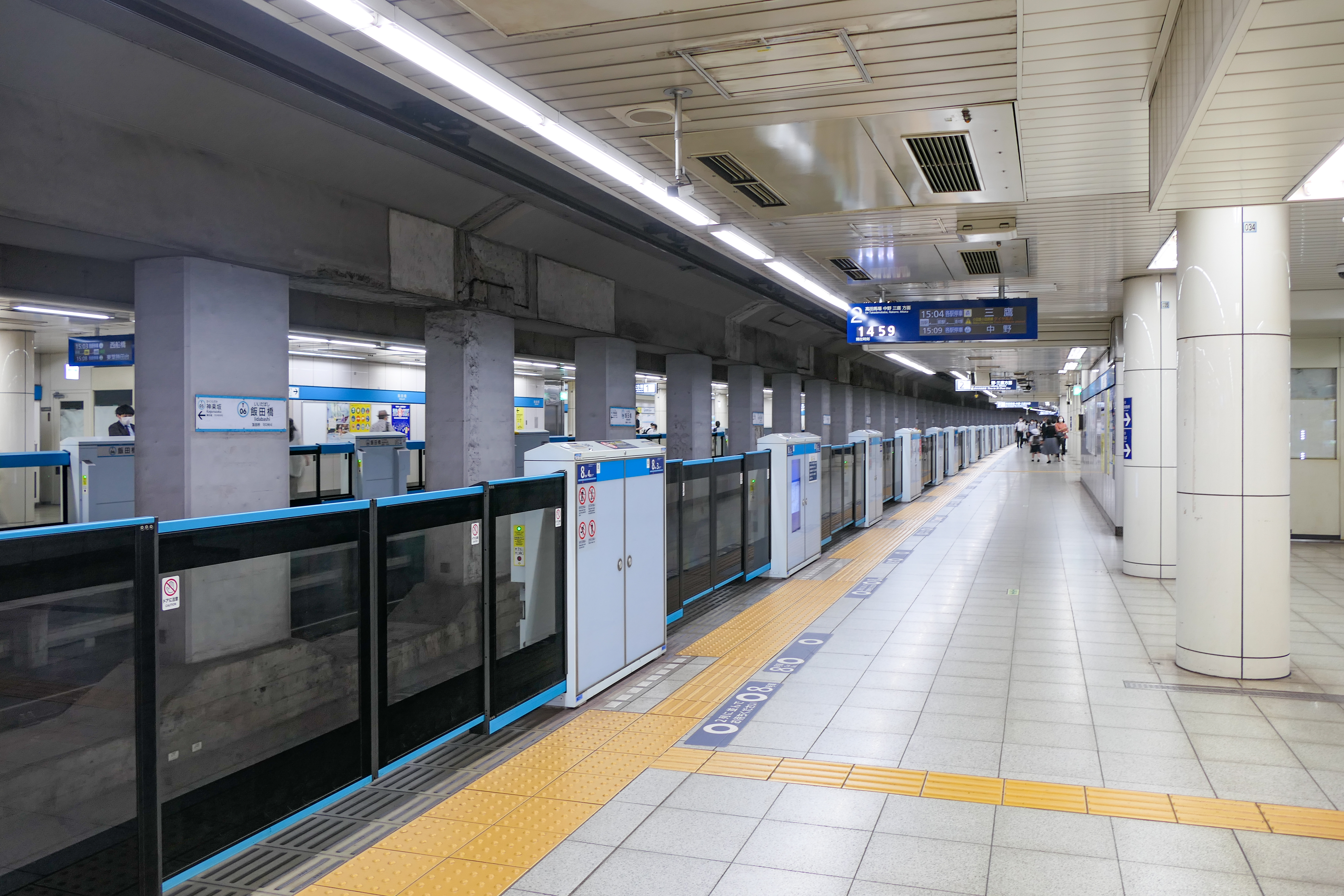
東西線2番線ホーム（2022年5月）
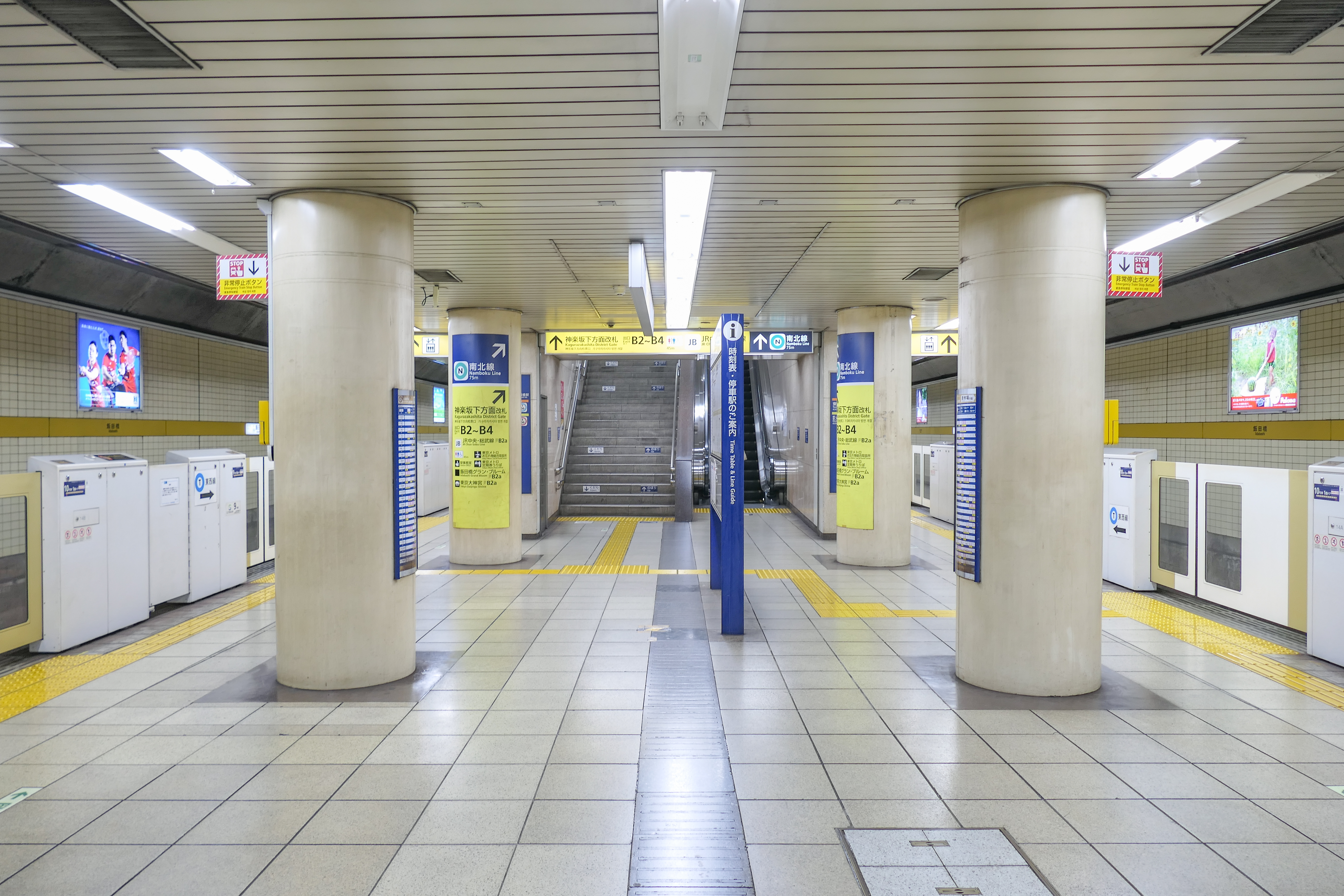
有楽町線3・4番線ホーム（2022年10月）
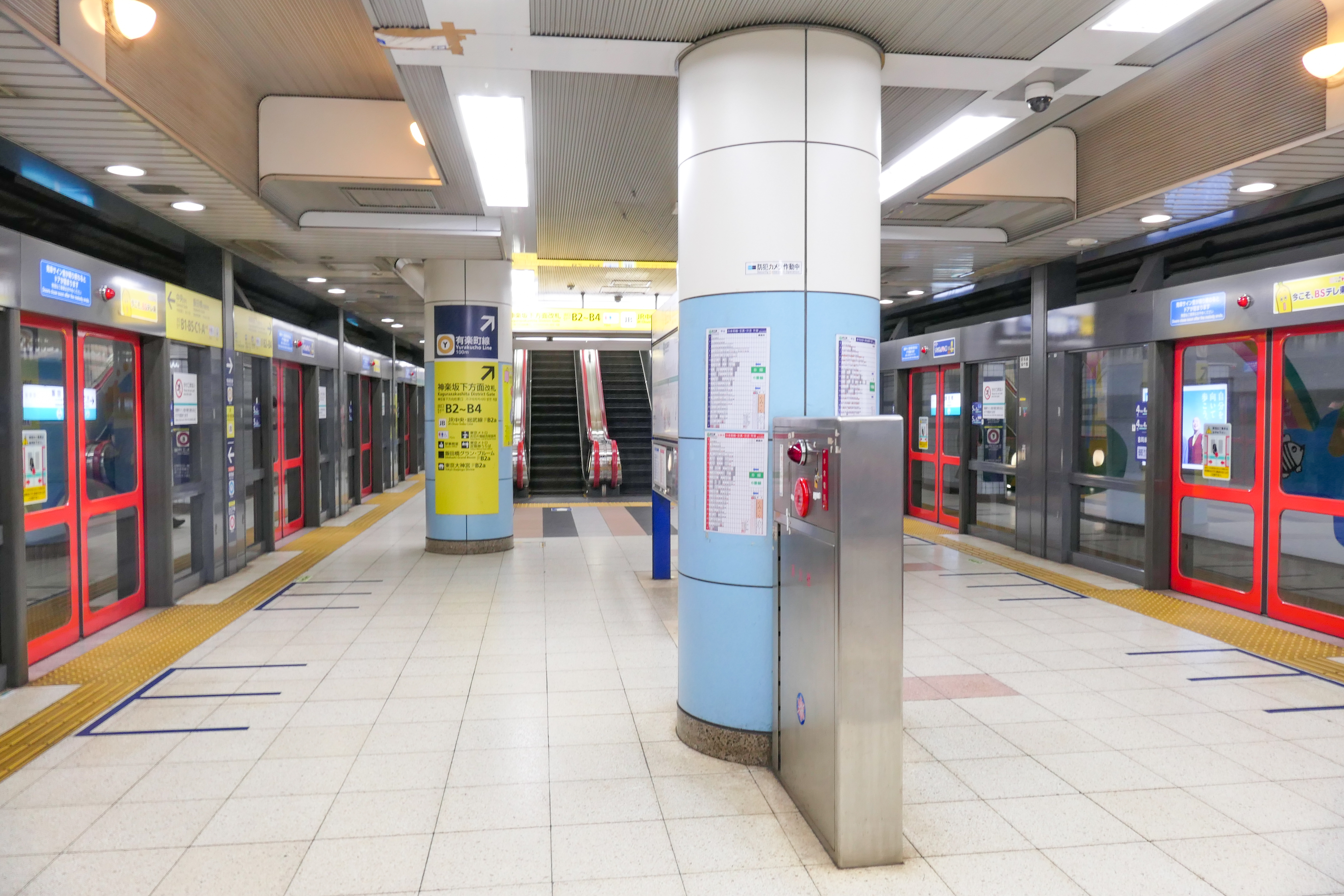
南北線5・6番線ホーム（2022年5月）
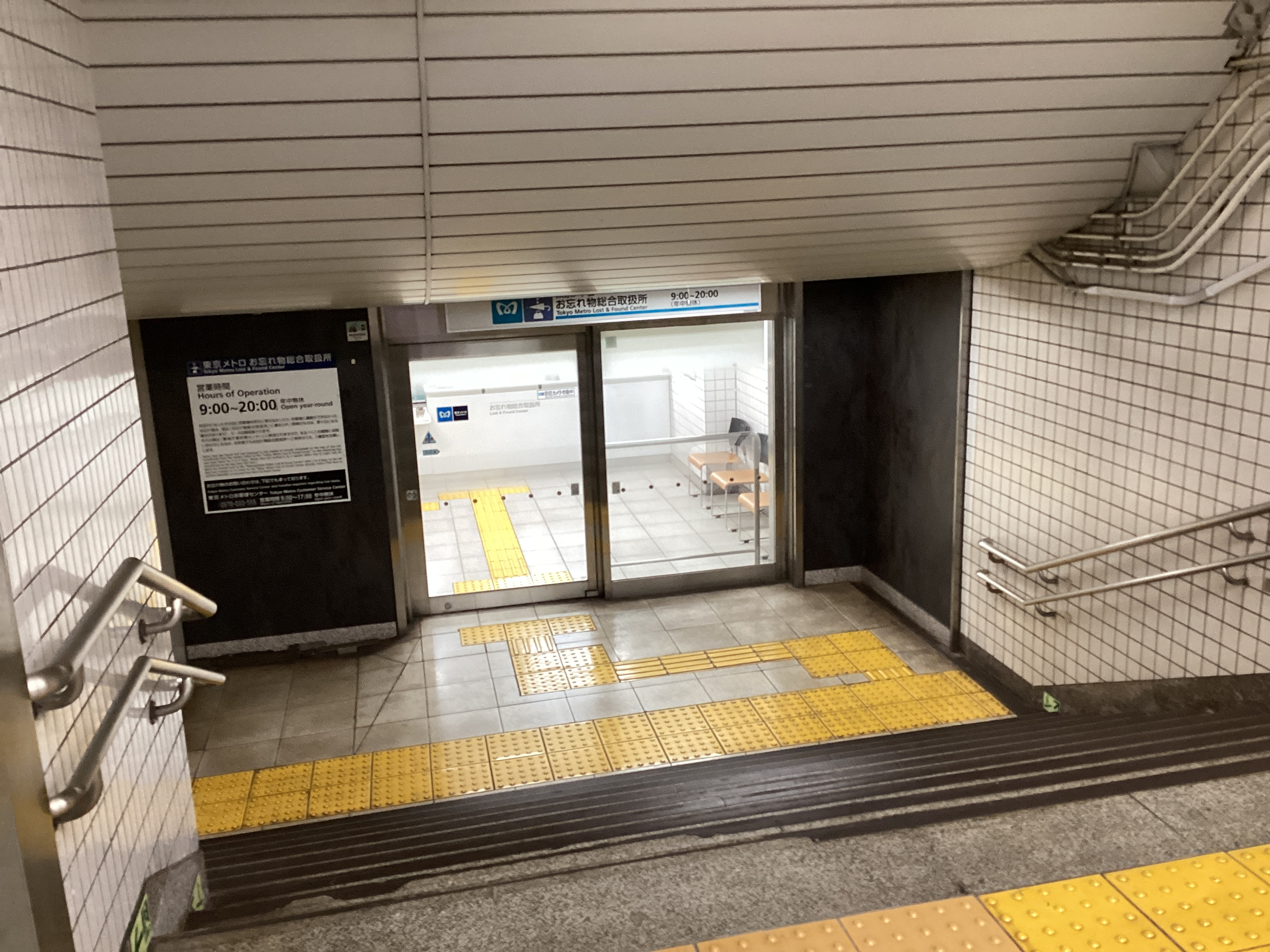
南北線駅の構内にある東京メトロお忘れ物総合取扱所(2024年5月)

#### 発車メロディ
全ホームで発車メロディ（発車サイン音）を使用している。
東西線ホームでは向谷実作曲のメロディ（詳細は東京メトロ東西線#発車メロディを参照）、有楽町線ホームと南北線ホームではスイッチ制作のメロディを使用している。
なお、南北線ホームでは当初、吉村弘作曲の同線全駅共通のメロディを使用していた。
| 番線 | 路線     | 曲名                  | 作曲者   |
| ---- | -------- | --------------------- | -------- |
| 1    | 東西線   | A Day in the METRO    | 向谷実   |
| 2    | 東西線   | Beyond the Metropolis | 向谷実   |
| 3    | 有楽町線 | ラブリートレイン      | 福嶋尚哉 |
| 4    | 有楽町線 | 星のゆくえ            | 塩塚博   |
| 5    | 南北線   | 坂のある街            | 塩塚博   |
| 6    | 南北線   | 水の戯れ              | 山崎泰之 |

### 東京都交通局
島式ホーム1面2線を有する地下駅。ホームは先に建設された東京メトロ各線を避けるため、地下32.1 mと非常に深い位置にある。当駅は都営地下鉄全体・大江戸線内では7番目に深い位置にホームがあり、当駅前後では高低差が激しくなる。ただし駅務室は非常に浅い位置にあり、壁と天井の換気および採光が、わずかに道路上に露出している事が、利用客の入れる部分からも見える。
当駅周辺には多数の地下鉄、首都高速5号池袋線や神田川、下水道管、東京電力の洞道など重要構造物が多数あることや、地上の外堀通り、目白通りなどが交差する飯田橋交差点は交通量が非常に多く、長期間の車線規制は困難であることから、建設には特殊なシールド工法を採用した。これは、世界初の3心円泥水式駅シールド工法（MFシールド工法・Multi-circular Face method）を採用することで、幅17.1 m、延長275.0 mに渡ってホームと旅客用通路部の同時掘削を行った。
バリアフリー設備として春日寄りの後楽方面改札側にエレベーターが設けられている。また、JR・東京メトロと大江戸線との乗り換えルートにも車椅子対応エスカレーターがあるものの、距離もあり時間もかかる。
駅業務は東京都営交通協力会に委託されている。1974年（昭和49年）の大江戸線免許申請時点では当駅は経由せず、春日駅から牛込神楽坂駅方面まで東京都道434号牛込小石川線（都市計画道路放射第25号線・当時未完成）の地下を経由する計画であったが、小型地下鉄規格への見直し時に当駅を経由することが旅客増加に繋がると判断して変更したものである。

#### のりば
| 番線 | 路線         | 行先                                           |
| ---- | ------------ | ---------------------------------------------- |
| 1    | 都営大江戸線 | 新宿西口・都庁前・（都庁前のりかえ）光が丘方面 |
| 2    | 都営大江戸線 | 両国・大門方面                                 |

（出典：都営地下鉄:駅構内図）

#### 大江戸線の駅デザイン
2000年に開業した大江戸線飯田橋駅は、建築家の渡辺誠が設計し、日本建築学会賞を受賞した。特に階段・エスカレーターの上の天井を走る「ウェブフレーム」と呼ばれる緑色の骨組は、構造的・空間的な条件を与えてコンピュータプログラムによる形態生成を行うという、半ば実験的な建築設計手法を具現化した作品である。そのウェブフレームには照明がはめ込まれている。この手法は九州新幹線新水俣駅前の「新水俣門」（同じく渡辺誠設計）にも用いられている。さらに、C3出入口にある換気塔は、葉っぱをデザインしたものであり、ウェブフレームと合わせて、植物が根を伸ばして花を咲かせるという設計となっている。

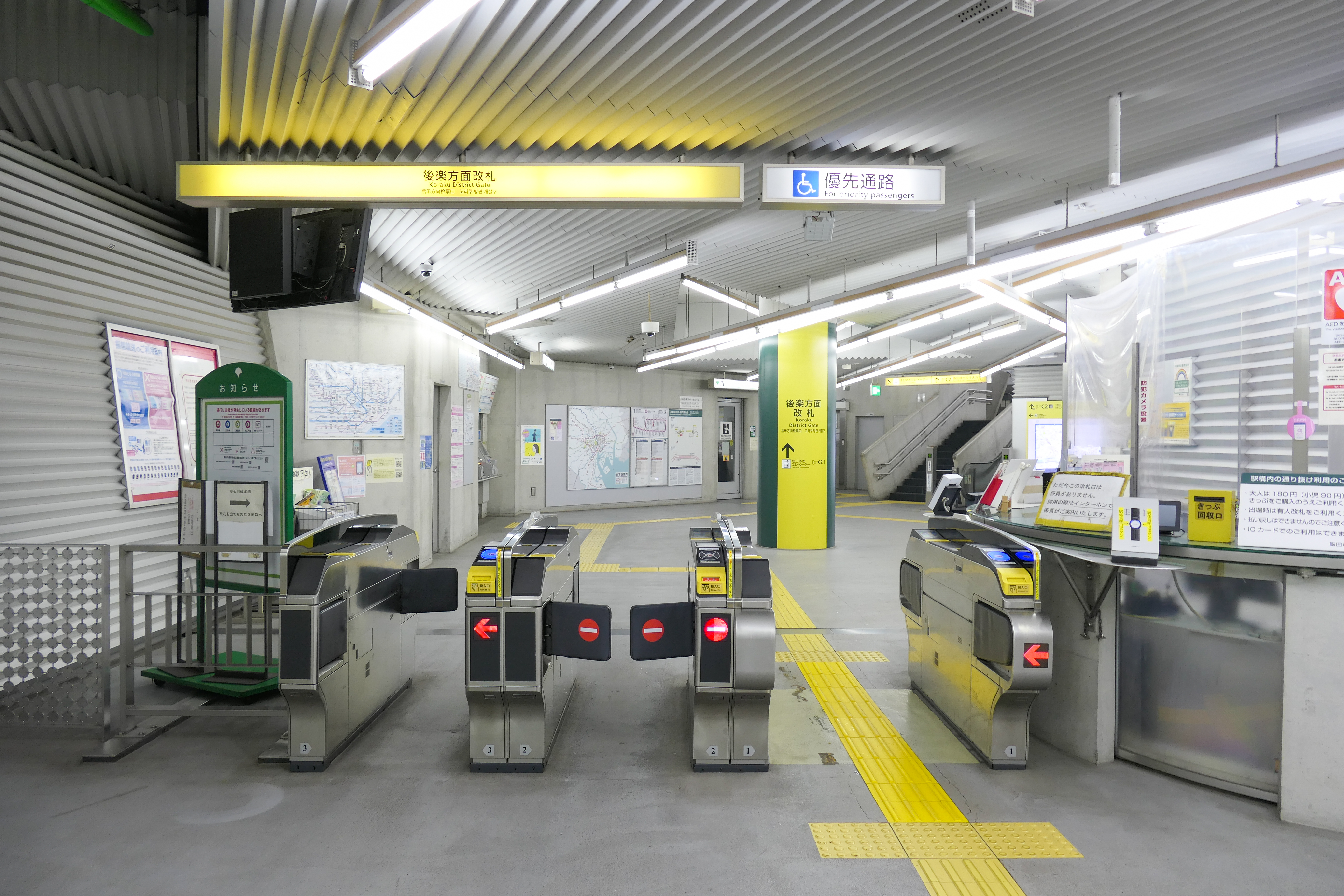
後楽方面改札（2022年12月）
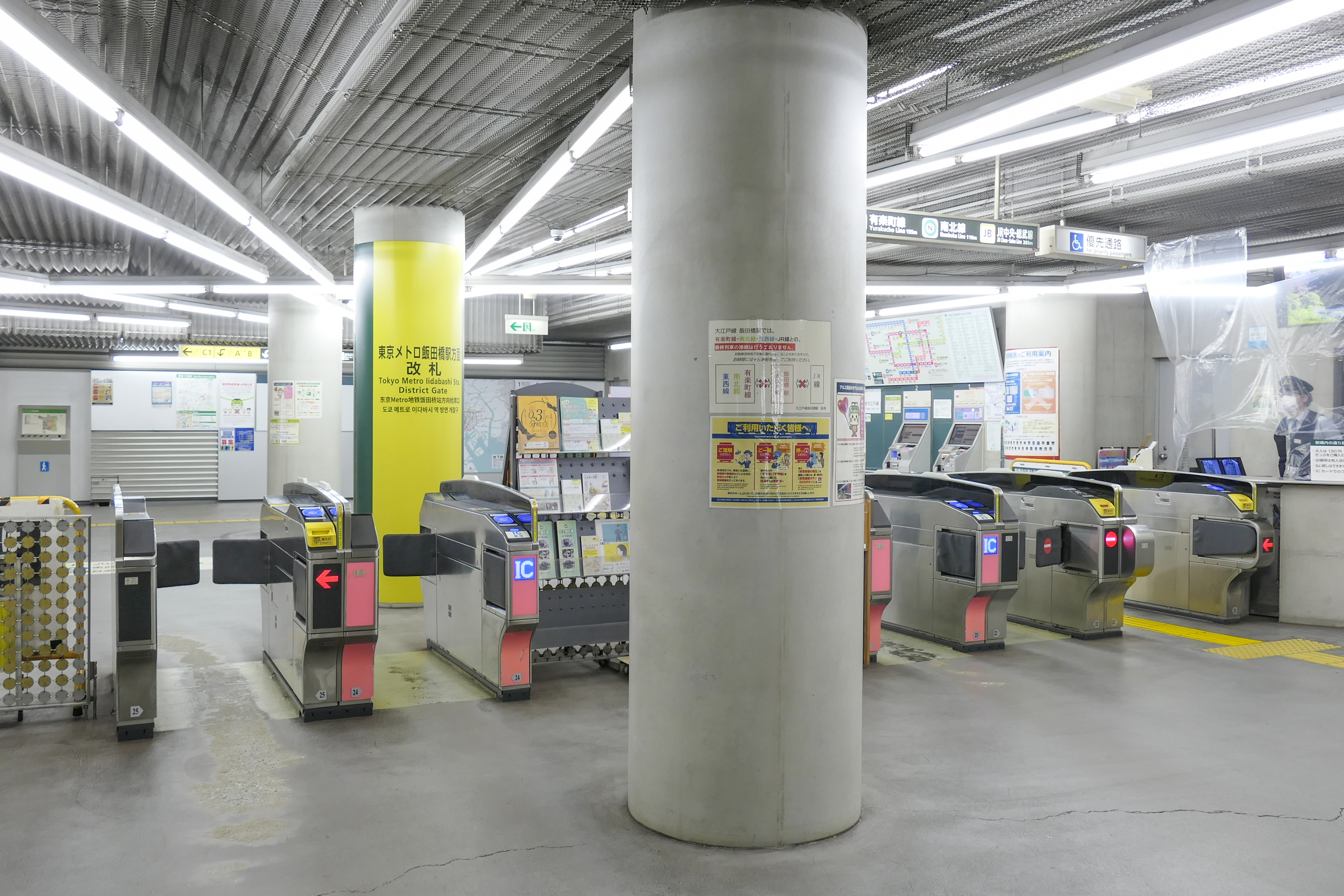
東京メトロ飯田橋駅方面改札（2022年12月）
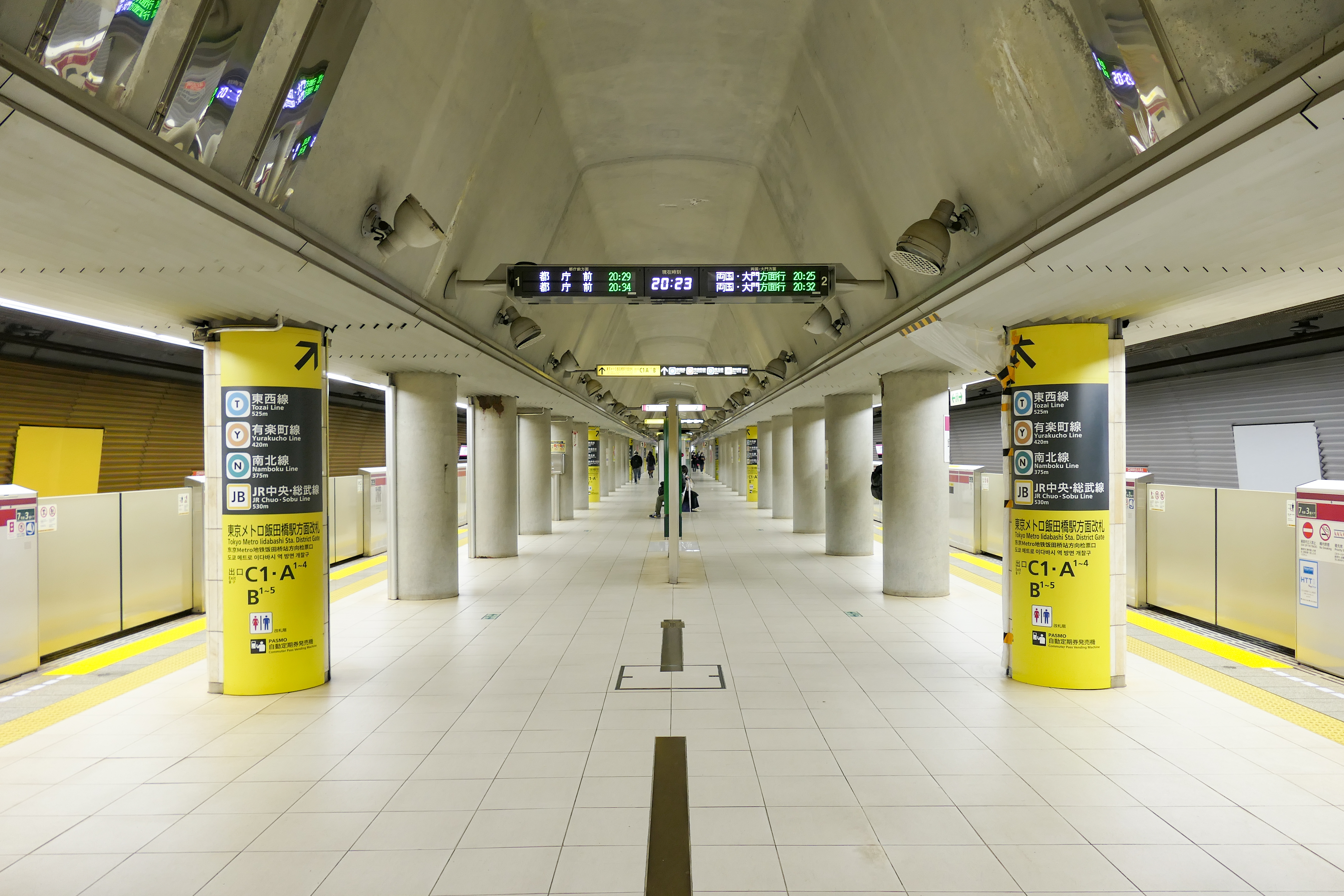
大江戸線ホーム（2022年12月）
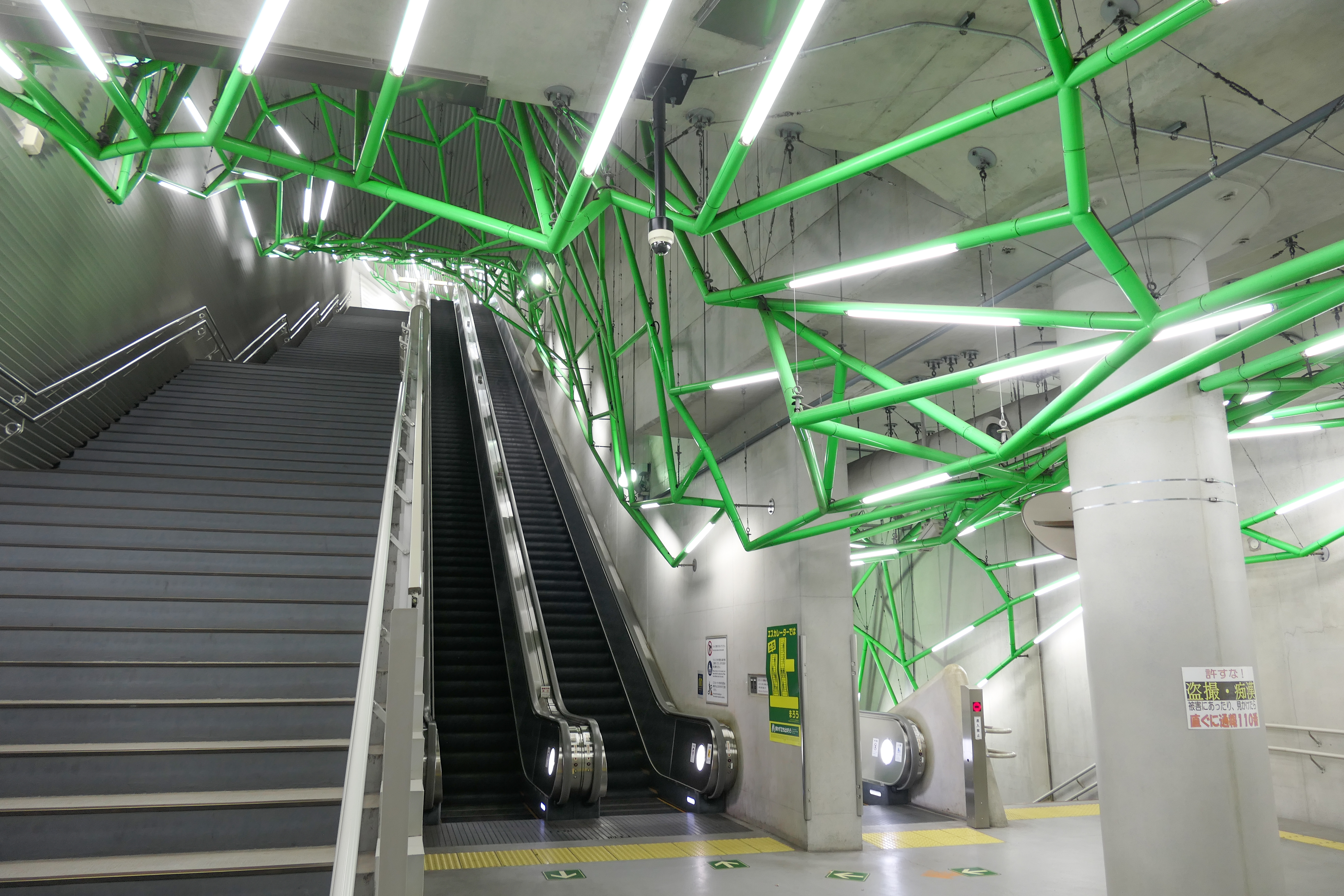
階段ウェブフレーム（2022年12月）
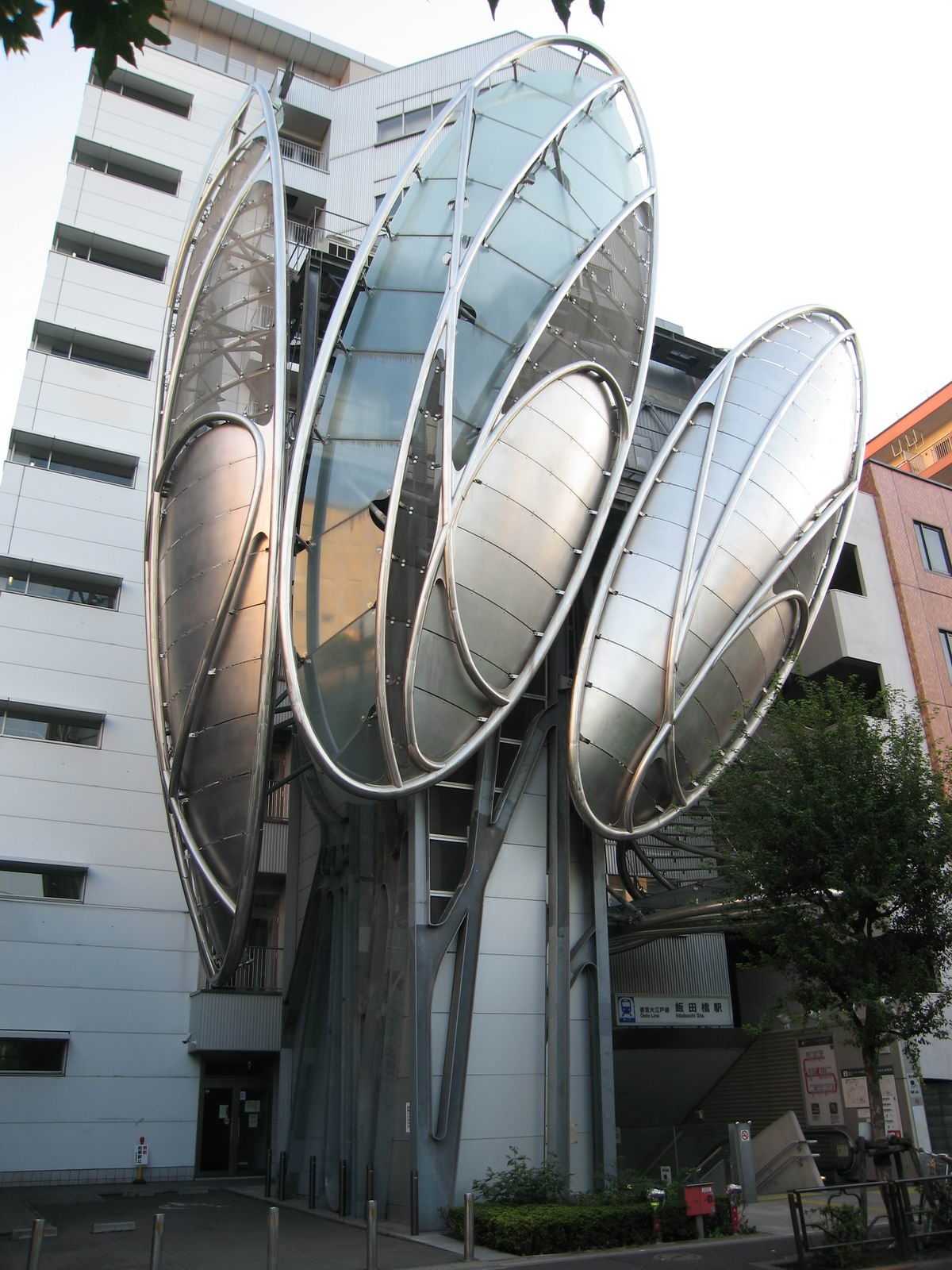
大江戸線C3出入口換気口（2007年10月）

## 利用状況
- JR東日本 - 2023年度（令和5年度）の1日平均乗車人員は66,019人である[JR 1]。
東日本管内の駅の中では新木場駅に次いで第61位。中央線・総武線（千葉駅 - 高尾駅間）のうち各駅停車（中央線中野駅以西は快速も含む）のみ停車する駅では秋葉原駅・西船橋駅・水道橋駅に続いて4番目に多い。中央線の複々線区間では水道橋に次いで2番目。
- 東京メトロ - 2024年度（令和6年度）の1日平均乗降人員は159,807人である[メトロ 1]。
東京メトロの全130駅の中では日本橋駅に次いで第14位。この値は東京メトロ線同士の乗換人員を含まない。
  - 東京メトロ線同士の乗換人員を含んだ、2018年度（平成30年度）の路線別1日平均乗降人員は以下の通りである[乗降データ 1]。
    - 東西線 - 179,917人 - 同線内では大手町駅、西船橋駅、日本橋駅、茅場町駅、高田馬場駅、九段下駅に次ぐ第7位。
    - 有楽町線 - 181,663人 - 同線内では小竹向原駅、有楽町駅、豊洲駅、池袋駅、和光市駅に次ぐ第6位。
    - 南北線 - 121,434人 - 同線内では溜池山王駅、目黒駅に次ぐ第3位。
- 東京都交通局 - 2023年度（令和5年度）の1日平均乗降人員は27,039人（乗車人員：13,586人、降車人員：13,453人）である[都交 1]。
大江戸線全38駅中28位。

### 年度別1日平均乗降人員
各年度の1日平均乗降人員は下表の通りである（JRを除く）。
- 東京メトロの値には、東京メトロ線内の乗換人員を含まない。

| 年度               | 営団 / 東京メトロ | 営団 / 東京メトロ | 都営地下鉄       | 都営地下鉄 |
| 年度               | 1日平均 乗降人員  | 増加率            | 1日平均 乗降人員 | 増加率     |
| ------------------ | ----------------- | ----------------- | ---------------- | ---------- |
| 1999年（平成11年） | 131,315           |                   | 未開業           | 未開業     |
| 2000年（平成12年） | 139,622           | 6.3%              | 16,296           |            |
| 2001年（平成13年） | 143,587           | 2.8%              | 19,154           | 17.5%      |
| 2002年（平成14年） | 141,411           | −1.5%             | 20,900           | 9.1%       |
| 2003年（平成15年） | 144,725           | 2.3%              | 21,904           | 4.8%       |
| 2004年（平成16年） | 150,714           | 4.1%              | 22,547           | 2.9%       |
| 2005年（平成17年） | 154,277           | 2.4%              | 24,102           | 6.9%       |
| 2006年（平成18年） | 157,443           | 2.1%              | 25,387           | 5.3%       |
| 2007年（平成19年） | 166,617           | 5.8%              | 26,713           | 5.2%       |
| 2008年（平成20年） | 168,553           | 1.2%              | 26,855           | 0.5%       |
| 2009年（平成21年） | 167,499           | −0.6%             | 26,533           | −1.2%      |
| 2010年（平成22年） | 167,960           | 0.3%              | 27,341           | 3.0%       |
| 2011年（平成23年） | 166,452           | −0.9%             | 27,249           | −0.3%      |
| 2012年（平成24年） | 169,830           | 2.0%              | 28,309           | 3.9%       |
| 2013年（平成25年） | 173,224           | 2.0%              | 29,004           | 2.5%       |
| 2014年（平成26年） | 177,964           | 2.7%              | 30,360           | 4.7%       |
| 2015年（平成27年） | 186,299           | 4.7%              | 31,779           | 4.7%       |
| 2016年（平成28年） | 190,749           | 2.4%              | 32,562           | 2.5%       |
| 2017年（平成29年） | 195,294           | 2.4%              | 33,273           | 2.2%       |
| 2018年（平成30年） | 198,296           | 1.5%              | 34,278           | 3.0%       |
| 2019年（令和元年） | 194,569           | −1.9%             | 34,055           | −0.7%      |
| 2020年（令和02年） | 116,578           | −40.1%            | 22,323           | −34.5%     |
| 2021年（令和03年） | 119,584           | 2.6%              | 22,404           | 0.4%       |
| 2022年（令和04年） | 138,426           | 15.8%             | 24,744           | 10.4%      |
| 2023年（令和05年） | 150,786           | 8.9%              | 27,039           | 9.3%       |
| 2024年（令和06年） | 159,807           | 6.0%              |                  |            |

### 年度別1日平均乗車人員（1920年代 - 1930年代）
各年度の1日平均乗車人員は下表の通りである。
| 年度               | 国鉄   | 出典             |
| ------------------ | ------ | ---------------- |
| 1928年（昭和03年） | 6,873  | [ 東京府統計 2 ] |
| 1929年（昭和04年） | 22,075 | [ 東京府統計 3 ] |
| 1930年（昭和05年） | 21,675 | [ 東京府統計 4 ] |
| 1931年（昭和06年） | 20,070 | [ 東京府統計 5 ] |
| 1932年（昭和07年） | 20,559 | [ 東京府統計 6 ] |
| 1933年（昭和08年） | 21,220 | [ 東京府統計 7 ] |
| 1934年（昭和09年） | 21,963 | [ 東京府統計 8 ] |
| 1935年（昭和10年） | 22,120 | [ 東京府統計 9 ] |

### 年度別1日平均乗車人員（1953年 - 2000年）
| 年度               | 国鉄 / JR東日本 | 営団     | 営団     | 営団     | 都営地下鉄 | 出典              |
| 年度               | 国鉄 / JR東日本 | 東西線   | 有楽町線 | 南北線   | 都営地下鉄 | 出典              |
| ------------------ | --------------- | -------- | -------- | -------- | ---------- | ----------------- |
| 1953年（昭和28年） | 47,531          | 未 開 業 | 未 開 業 | 未 開 業 | 未 開 業   | [ 東京都統計 1 ]  |
| 1954年（昭和29年） | 51,140          | 未 開 業 | 未 開 業 | 未 開 業 | 未 開 業   | [ 東京都統計 2 ]  |
| 1955年（昭和30年） | 56,950          | 未 開 業 | 未 開 業 | 未 開 業 | 未 開 業   | [ 東京都統計 3 ]  |
| 1956年（昭和31年） | 62,866          | 未 開 業 | 未 開 業 | 未 開 業 | 未 開 業   | [ 東京都統計 4 ]  |
| 1957年（昭和32年） | 65,824          | 未 開 業 | 未 開 業 | 未 開 業 | 未 開 業   | [ 東京都統計 5 ]  |
| 1958年（昭和33年） | 69,811          | 未 開 業 | 未 開 業 | 未 開 業 | 未 開 業   | [ 東京都統計 6 ]  |
| 1959年（昭和34年） | 73,828          | 未 開 業 | 未 開 業 | 未 開 業 | 未 開 業   | [ 東京都統計 7 ]  |
| 1960年（昭和35年） | 78,365          | 未 開 業 | 未 開 業 | 未 開 業 | 未 開 業   | [ 東京都統計 8 ]  |
| 1961年（昭和36年） | 82,061          | 未 開 業 | 未 開 業 | 未 開 業 | 未 開 業   | [ 東京都統計 9 ]  |
| 1962年（昭和37年） | 86,739          | 未 開 業 | 未 開 業 | 未 開 業 | 未 開 業   | [ 東京都統計 10 ] |
| 1963年（昭和38年） | 92,161          | 未 開 業 | 未 開 業 | 未 開 業 | 未 開 業   | [ 東京都統計 11 ] |
| 1964年（昭和39年） | 96,718          | 6,099    | 未 開 業 | 未 開 業 | 未 開 業   | [ 東京都統計 12 ] |
| 1965年（昭和40年） | 100,878         | 9,020    | 未 開 業 | 未 開 業 | 未 開 業   | [ 東京都統計 13 ] |
| 1966年（昭和41年） | 106,314         | 12,415   | 未 開 業 | 未 開 業 | 未 開 業   | [ 東京都統計 14 ] |
| 1967年（昭和42年） | 108,787         | 16,365   | 未 開 業 | 未 開 業 | 未 開 業   | [ 東京都統計 15 ] |
| 1968年（昭和43年） | 109,088         | 20,900   | 未 開 業 | 未 開 業 | 未 開 業   | [ 東京都統計 16 ] |
| 1969年（昭和44年） | 91,779          | 26,726   | 未 開 業 | 未 開 業 | 未 開 業   | [ 東京都統計 17 ] |
| 1970年（昭和45年） | 91,003          | 29,540   | 未 開 業 | 未 開 業 | 未 開 業   | [ 東京都統計 18 ] |
| 1971年（昭和46年） | 92,579          | 31,311   | 未 開 業 | 未 開 業 | 未 開 業   | [ 東京都統計 19 ] |
| 1972年（昭和47年） | 92,937          | 32,195   | 未 開 業 | 未 開 業 | 未 開 業   | [ 東京都統計 20 ] |
| 1973年（昭和48年） | 92,696          | 30,299   | 未 開 業 | 未 開 業 | 未 開 業   | [ 東京都統計 21 ] |
| 1974年（昭和49年） | 95,455          | 33,896   |          | 未 開 業 | 未 開 業   | [ 東京都統計 22 ] |
| 1975年（昭和50年） | 90,995          | 42,339   |          | 未 開 業 | 未 開 業   | [ 東京都統計 23 ] |
| 1976年（昭和51年） | 91,830          | 30,652   | 13,485   | 未 開 業 | 未 開 業   | [ 東京都統計 24 ] |
| 1977年（昭和52年） | 89,649          | 31,934   | 14,849   | 未 開 業 | 未 開 業   | [ 東京都統計 25 ] |
| 1978年（昭和53年） | 92,093          | 30,923   | 14,967   | 未 開 業 | 未 開 業   | [ 東京都統計 26 ] |
| 1979年（昭和54年） | 89,880          | 31,186   | 15,770   | 未 開 業 | 未 開 業   | [ 東京都統計 27 ] |
| 1980年（昭和55年） | 80,597          | 29,134   | 17,468   | 未 開 業 | 未 開 業   | [ 東京都統計 28 ] |
| 1981年（昭和56年） | 80,110          | 29,326   | 18,375   | 未 開 業 | 未 開 業   | [ 東京都統計 29 ] |
| 1982年（昭和57年） | 77,510          | 29,063   | 18,455   | 未 開 業 | 未 開 業   | [ 東京都統計 30 ] |
| 1983年（昭和58年） | 77,806          | 29,609   | 20,134   | 未 開 業 | 未 開 業   | [ 東京都統計 31 ] |
| 1984年（昭和59年） | 80,666          | 30,526   | 22,926   | 未 開 業 | 未 開 業   | [ 東京都統計 32 ] |
| 1985年（昭和60年） | 82,896          | 31,570   | 24,882   | 未 開 業 | 未 開 業   | [ 東京都統計 33 ] |
| 1986年（昭和61年） | 85,370          | 32,775   | 26,718   | 未 開 業 | 未 開 業   | [ 東京都統計 34 ] |
| 1987年（昭和62年） | 87,571          | 33,809   | 28,120   | 未 開 業 | 未 開 業   | [ 東京都統計 35 ] |
| 1988年（昭和63年） | 93,296          | 34,773   | 30,712   | 未 開 業 | 未 開 業   | [ 東京都統計 36 ] |
| 1989年（平成元年） | 92,247          | 34,221   | 30,671   | 未 開 業 | 未 開 業   | [ 東京都統計 37 ] |
| 1990年（平成02年） | 94,211          | 34,334   | 31,274   | 未 開 業 | 未 開 業   | [ 東京都統計 38 ] |
| 1991年（平成03年） | 96,093          | 34,014   | 31,478   | 未 開 業 | 未 開 業   | [ 東京都統計 39 ] |
| 1992年（平成04年） | 96,110          | 33,819   | 31,605   | 未 開 業 | 未 開 業   | [ 東京都統計 40 ] |
| 1993年（平成05年） | 95,734          | 33,441   | 31,430   | 未 開 業 | 未 開 業   | [ 東京都統計 41 ] |
| 1994年（平成06年） | 93,625          | 32,753   | 30,482   | 未 開 業 | 未 開 業   | [ 東京都統計 42 ] |
| 1995年（平成07年） | 92,814          | 31,811   | 30,077   | 4,167    | 未 開 業   | [ 東京都統計 43 ] |
| 1996年（平成08年） | 91,036          | 31,816   | 29,329   | 4,227    | 未 開 業   | [ 東京都統計 44 ] |
| 1997年（平成09年） | 88,746          | 30,151   | 29,611   | 5,666    | 未 開 業   | [ 東京都統計 45 ] |
| 1998年（平成10年） | 89,016          | 29,847   | 29,778   | 6,685    | 未 開 業   | [ 東京都統計 46 ] |
| 1999年（平成11年） | 89,641          | 29,478   | 29,265   | 7,183    | 未 開 業   | [ 東京都統計 47 ] |
| 2000年（平成12年） | 91,145          | 30,074   | 30,101   | 9,003    | 8,273      | [ 東京都統計 48 ] |

### 年度別1日平均乗車人員（2001年以降）
| 年度               | JR東日本 | 営団 / 東京メトロ | 営団 / 東京メトロ | 営団 / 東京メトロ | 都営地下鉄 | 出典              |
| 年度               | JR東日本 | 東西線            | 有楽町線          | 南北線            | 都営地下鉄 | 出典              |
| ------------------ | -------- | ----------------- | ----------------- | ----------------- | ---------- | ----------------- |
| 2001年（平成13年） | 88,967   | 29,841            | 31,033            | 11,603            | 9,748      | [ 東京都統計 49 ] |
| 2002年（平成14年） | 88,522   | 29,192            | 30,929            | 12,047            | 10,593     | [ 東京都統計 50 ] |
| 2003年（平成15年） | 88,453   | 29,459            | 31,445            | 12,768            | 11,044     | [ 東京都統計 51 ] |
| 2004年（平成16年） | 88,001   | 29,699            | 32,123            | 13,200            | 11,408     | [ 東京都統計 52 ] |
| 2005年（平成17年） | 88,647   | 30,386            | 32,803            | 13,816            | 12,175     | [ 東京都統計 53 ] |
| 2006年（平成18年） | 88,891   | 30,784            | 33,373            | 14,271            | 12,732     | [ 東京都統計 54 ] |
| 2007年（平成19年） | 90,572   | 32,566            | 35,448            | 15,481            | 13,361     | [ 東京都統計 55 ] |
| 2008年（平成20年） | 90,405   | 33,184            | 35,397            | 16,216            | 13,439     | [ 東京都統計 56 ] |
| 2009年（平成21年） | 90,153   | 34,797            | 35,033            | 16,378            | 13,322     | [ 東京都統計 57 ] |
| 2010年（平成22年） | 90,363   | 33,022            | 34,959            | 16,647            | 13,709     | [ 東京都統計 58 ] |
| 2011年（平成23年） | 90,763   | 32,445            | 34,549            | 16,842            | 13,664     | [ 東京都統計 59 ] |
| 2012年（平成24年） | 91,359   | 32,967            | 35,241            | 17,353            | 14,204     | [ 東京都統計 60 ] |
| 2013年（平成25年） | 91,196   | 33,233            | 36,337            | 17,699            | 14,577     | [ 東京都統計 61 ] |
| 2014年（平成26年） | 91,325   | 34,012            | 37,137            | 18,232            | 15,262     | [ 東京都統計 62 ] |
| 2015年（平成27年） | 94,034   | 35,260            | 38,822            | 19,571            | 15,973     | [ 東京都統計 63 ] |
| 2016年（平成28年） | 93,962   | 36,282            | 39,682            | 20,164            | 16,357     | [ 東京都統計 64 ] |
| 2017年（平成29年） | 93,871   | 37,282            | 40,452            | 20,866            | 16,709     | [ 東京都統計 65 ] |
| 2018年（平成30年） | 92,988   | 37,858            | 40,899            | 21,449            | 17,197     | [ 東京都統計 66 ] |
| 2019年（令和元年） | 90,304   | 37,298            | 39,336            | 21,683            | 17,056     | [ 東京都統計 67 ] |
| 2020年（令和02年） | 55,488   |                   |                   |                   | 11,165     |                   |
| 2021年（令和03年） | 55,335   |                   |                   |                   | 11,200     |                   |
| 2022年（令和04年） | 62,060   |                   |                   |                   | 12,380     |                   |
| 2023年（令和05年） | 66,019   |                   |                   |                   | 13,586     |                   |

備考
1. ↑  1928年11月15日開業。
2. ↑  1964年12月23日開業。開業日から翌年3月31日までの計99日間を集計したデータ。
3. ↑  1996年3月26日開業。開業日から同年3月31日までの計6日間を集計したデータ。
4. ↑  2000年12月12日開業。開業日から翌年3月31日までの計110日間を集計したデータ。

## 駅周辺
- 千代田区役所 富士見出張所・富士見区民館
- 東京区政会館
- 飯田橋セントラルプラザ

JRの駅の北西側、東口と西口の間にある駅ビルであり、低層階には一般店舗が入居、その上に住宅棟（千代田区側）と事務棟（東京都飯田橋庁舎、新宿区側）を備え、事務棟には東京都の関連団体などが入居している。
- 東京都民生児童委員連合会
- 東京都母子寡婦福祉協議会
- 東京都身体障害者団体連合会
- 東京都社会福祉協議会
- 東京ボランティア・市民活動センター
- 東京都高齢者研究・福祉振興財団
- 東京都消費生活総合センター
- 東京セントラルユースホステル
- ラムラ

- 飯田橋公共職業安定所（ハローワーク飯田橋）
- 東京しごとセンター
- 新宿区立津久戸小学校
- 日本歯科大学
  - 日本歯科大学附属病院
  - 日本歯科大学東京短期大学
- 東京理科大学 神楽坂校舎
- 法政大学 市ケ谷キャンパス
- 千代田区立九段中等教育学校
- 千代田区立富士見小学校
- 暁星小学校
- 暁星中学校・高等学校
- 白百合学園小学校
- 白百合学園中学校・高等学校
- 専門学校ファッションカレッジ桜丘
- 東京観光専門学校
- アンスティチュ・フランセ東京
- 地域医療機能推進機構東京新宿メディカルセンター
- 東京逓信病院
- 皇居外濠
  - 飯田橋（駅名の由来となった橋梁）
- 小石川後楽園
- 築土神社
- 東京大神宮
- 靖国神社
- 東京農業大学開校記念碑
- 麹町飯田橋通郵便局
- 新宿神楽坂郵便局
- 飯田橋駅東口郵便局
- アイガーデンエア
  - ガーデンエアタワー - KDDI本社
  - アイガーデンテラス
  - ホテルメトロポリタンエドモント本館・イーストウィング - 2020年12月10日より、駅ナカシェアオフィス「STATION WORK」が利用可能（事前予約制）[報道 16]。
- 飯田橋プラーノ・プラーノモール
- 飯田橋グラン・ブルーム[報道 17]
  - 旧東京警察病院、旧富士見教会、旧飯田橋郵便局
- ホテルグランドパレス
- 素材屋 飯田橋店
- KADOKAWA
- ぷろだくしょんバオバブ
- 秋田書店
- 竹書房
- 熊谷組本社
- 在日本朝鮮人総聯合会中央本部
- 帝拳ジム
- シャミナード修道院
- 家の光協会
- 神田川
- 首都高速5号池袋線
- 目白通り（東京都道8号千代田練馬田無線）
- 大久保通り（東京都道25号飯田橋石神井新座線）
- 早稲田通り（神楽坂通り）飯田橋駅前交番前から九段中等学校前までは、0時から正午までは、交番前から学校前の一方通行、正午から24時までは、逆方向への一方通行である。なお、正午から13時までは車両通行止め（自転車を除く）になるため、自動車は通行できない。
- 外堀通り（東京都道405号外濠環状線）
- 外濠公園通り
- 神楽坂

## バス路線
駅から最も近いのが「飯田橋駅前」停留所であり、他に「飯田橋」と「都営飯田橋駅前」停留所、文京区コミュニティバス「Bーぐる」 の「小石川後楽園入口」と「後楽一丁目」停留所も近い。千代田区地域福祉交通「風ぐるま」も利用できる。
なお、都営飯田橋駅前停留所については2000年12月11日まで使用していた秋76系統・飯田橋終点停留所と同じ位置に設置されている。
飯田橋駅前
- 都営バス
  - 飯64：九段下（循環） / 小滝橋車庫前行
- 日立自動車交通
  - 風ぐるま 富士見・神保町ルート：千代田区役所行

飯田橋
- 都営バス
  - 飯62：都営飯田橋駅前行
  - 飯64：九段下（循環） / 小滝橋車庫前行

都営飯田橋駅前
- 都営バス
  - 飯62：小滝橋車庫前行

地下鉄飯田橋駅東口
- 日立自動車交通
  - 風ぐるま 麹町ルート：千代田区役所行

小石川後楽園入口
- 日立自動車交通
  - Bーぐる 目白台・小日向ルート：春日駅方面

後楽一丁目
- 日立自動車交通
  - Bーぐる 目白台・小日向ルート：春日駅方面

## 隣の駅
東日本旅客鉄道（JR東日本）
 中央・総武線（各駅停車）
水道橋駅 (JB 17) - 飯田橋駅 (JB 16) - 市ケ谷駅 (JB 15)
東京地下鉄（東京メトロ）
 東西線（東陽町以西は全列車が各駅に停車）
神楽坂駅 (T 05) - 飯田橋駅 (T 06) - 九段下駅 (T 07)
 有楽町線
- □S-TRAIN停車駅（小手指行きは乗車のみ、豊洲行きは降車のみ）

■各駅停車
江戸川橋駅 (Y 12) - 飯田橋駅 (Y 13) - 市ケ谷駅 (Y 14)
 南北線（線内は全列車が各駅に停車）
市ケ谷駅 (N 09) - 飯田橋駅 (N 10) - 後楽園駅 (N 11)
東京都交通局（都営地下鉄）
 都営大江戸線
牛込神楽坂駅 (E 05) - 飯田橋駅 (E 06) - 春日駅 (E 07)